# Metropolregion Rhein-Neckar
Die Metropolregion Rhein-Neckar ist ein Verdichtungsraum und Planungsregion rund um das Dreiländereck Baden-Württemberg, Rheinland-Pfalz und Hessen. Der Ballungsraum hat rund 2,4 Mio. Einwohner und zählt damit seit 2005 zu den ca. 120 europäischen Metropolregionen. Großstädte in der Region sind Mannheim, Heidelberg und Ludwigshafen.

## Name
Der Name ist von den beiden Flüssen Rhein und Neckar abgeleitet, welche die Region durchfließen. Der Neckar mündet in Mannheim in den Rhein. Die Ansiedlung im und um die Rheinebene sowie der Schiffsverkehr haben über Jahrhunderte ihren Beitrag zu den kulturellen, sozialen und wirtschaftlichen Strukturen geleistet.

## Ausdehnung
Die Region Rhein-Neckar umfasst die Großstädte Mannheim, Ludwigshafen am Rhein und Heidelberg sowie deren Umland und seit dem 1. Januar 2006 auch den ländlicher geprägten Neckar-Odenwald-Kreis sowie die Südpfalz. Das Gebiet ist weitgehend identisch mit dem Kernbereich der historischen Kurpfalz, weshalb trotz der heutigen Aufteilung auf drei Bundesländer enge soziokulturelle Verbindungen bestehen.

### Städte und Landkreise
Die Region Rhein-Neckar besteht aus folgenden Landkreisen und kreisfreien Städten bzw. Stadtkreisen (Stand: 31. Dezember 2021):
- Baden-Württemberg
  - Stadt Mannheim (311.831 Einwohner)
  - Stadt Heidelberg (159.245 Einwohner)
  - Rhein-Neckar-Kreis (549.030 Einwohner)
  - Neckar-Odenwald-Kreis (143.929 Einwohner)
- Hessen
  - Landkreis Bergstraße (271.166 Einwohner)
- Rheinland-Pfalz
  - Stadt Ludwigshafen am Rhein (172.145 Einwohner)
  - Stadt Worms (83.850 Einwohner)
  - Stadt Neustadt an der Weinstraße (53.491 Einwohner)
  - Stadt Speyer (50.565 Einwohner)
  - Stadt Frankenthal (Pfalz) (48.773 Einwohner)
  - Stadt Landau in der Pfalz (46.919 Einwohner)
  - Rhein-Pfalz-Kreis (155.050 Einwohner)
  - Landkreis Bad Dürkheim (133.206 Einwohner)
  - Landkreis Germersheim (131.492 Einwohner)
  - Landkreis Südliche Weinstraße (111.279 Einwohner)

## Wirtschaft

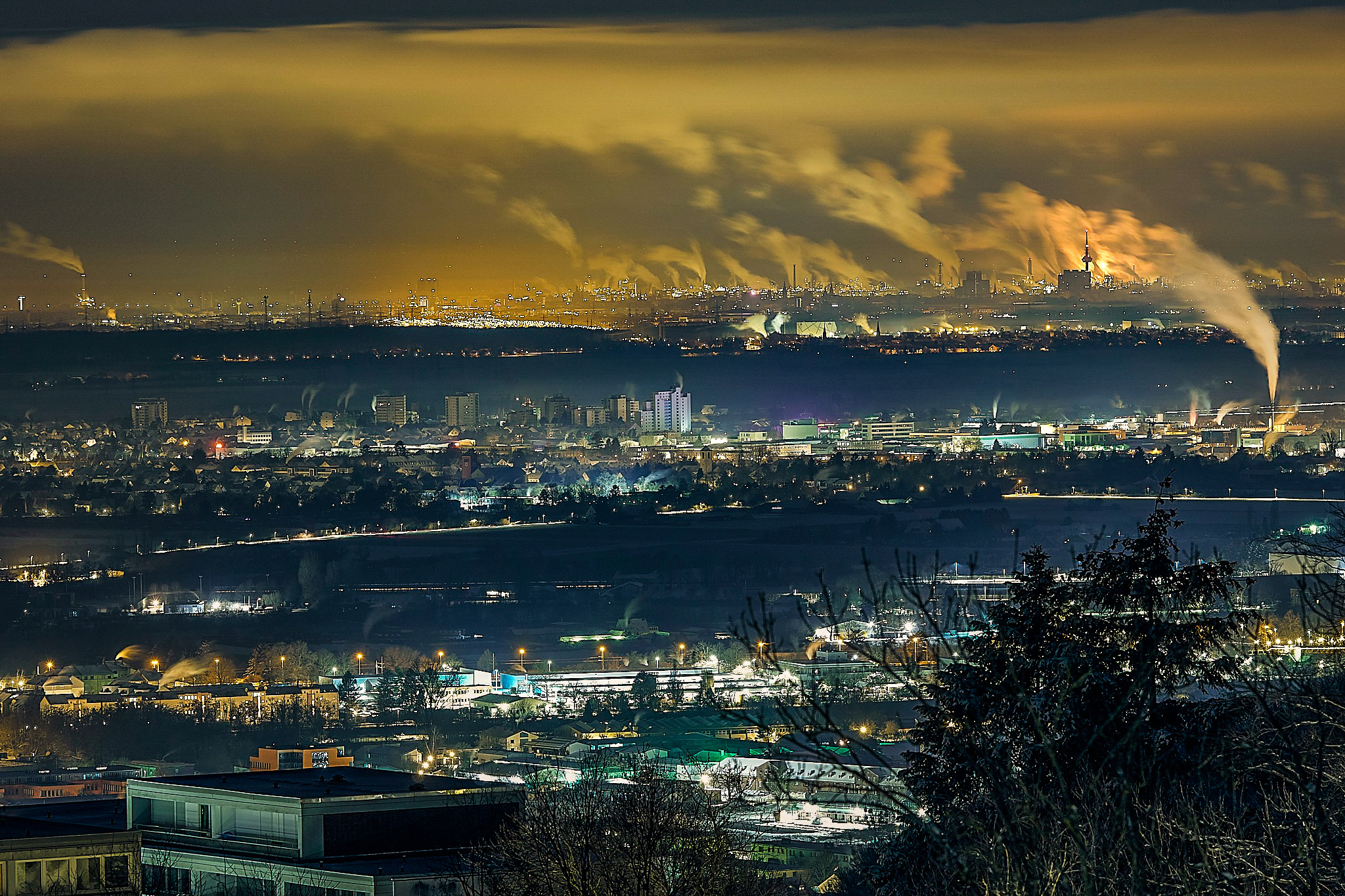
Blick auf die Industrielandschaft Mannheims und Ludwigshafens bei Nacht von Heidelberg aus

Die Lage im Europäischen Städtegürtel zwischen den Großräumen Rhein-Main und Stuttgart sowie Verkehrsanbindungen in alle Richtungen tragen dazu bei, dass etliche Unternehmen in der Region tätig sind, z. B. als Industrie- und Dienstleistungsunternehmen unter anderem die BASF in Ludwigshafen, Daimler, Fuchs Petrolub in Mannheim, John Deere und ABB in Mannheim, Heidelberg und Ladenburg, HeidelbergCement in Heidelberg und Leimen, die SAP in Walldorf, die Wild-Werke in Eppelheim, Heidelberger Druckmaschinen und MLP in Wiesloch und die Unternehmensgruppe Freudenberg in Weinheim. Die Arbeitslosenquote lag Ende 2017 bei 4,4 Prozent.

## Gemeinschaftliche Regionalentwicklung

### Geschichte
1951 gründeten die Städte Mannheim, Ludwigshafen, Heidelberg und Viernheim sowie die Landkreise Ludwigshafen und Heidelberg die „Kommunale Arbeitsgemeinschaft Rhein-Neckar“. Ihr Zweck war „die gemeinsame Planung in allen die Gesellschafter gemeinschaftlich berührenden Angelegenheiten, insbesondere des Verkehrs, einschließlich des Hafenbetriebs, der Versorgung mit Gas, Wasser und Strom, der Raumplanung, der Industrie- und Wohnsiedlung, des Anstaltswesens, des Feuerschutzes und der Kultur“.
1969 unterzeichneten Baden-Württemberg, Hessen und Rheinland-Pfalz einen ersten Staatsvertrag zur engeren Kooperation. In dessen Folge konstituierte sich 1970 der Raumordnungsverband Rhein-Neckar.
1989 entstand als Initiative der Wirtschaft und des Raumordnungsverbandes Rhein-Neckar der Verein „Rhein-Neckar-Dreieck“ (heute: „Zukunft Metropolregion Rhein-Neckar“).
Im Jahr 2000 nahm das IHK-Wirtschaftsforum als länderübergreifender Zusammenschluss der Industrie- und Handelskammern seine Arbeit auf. Den entscheidenden Schritt zum weiteren Ausbau der gemeinsamen Region Rhein-Neckar machte im Jahr 2003 Eggert Voscherau, der stellvertretende Vorstandsvorsitzende der BASF, mit der Gründung der „Initiative Zukunft Rhein-Neckar-Dreieck“.
Am 28. April 2005 wurde die Region Rhein-Neckar offiziell zur „Europäischen Metropolregion“ ernannt und mit der Unterzeichnung eines neuen Staatsvertrags durch die drei Ministerpräsidenten Günther Oettinger (Baden-Württemberg), Roland Koch (Hessen) und Kurt Beck (Rheinland-Pfalz) am 26. Juli 2005 wurden die Planungs- und Handlungsspielräume der Region deutlich erweitert. Zum 1. Januar 2006 wurde auf Basis dieses zweiten Staatsvertrages der Verband Region Rhein-Neckar als Rechtsnachfolger des Raumordnungsverbandes Rhein-Neckar, des Regionalverbandes Rhein-Neckar-Odenwald und der Planungsgemeinschaft Rheinpfalz gegründet.
Seit August 2006 kann die Region mit der „Metropolregion Rhein Neckar GmbH“ (MRN), dem Verein „Zukunft Metropolregion Rhein-Neckar“ (ZMRN) und dem „Verband Region Rhein-Neckar“ (VRRN) ein in Deutschland einzigartiges Public-Private-Partnership-Modell vorweisen, das eine gemeinschaftliche Regionalentwicklung ermöglicht.

### Träger der gemeinschaftlichen Regionalentwicklung

#### Verband Region Rhein-Neckar
Der Verband Region Rhein-Neckar wurde am 1. Januar 2006 auf Basis des zweiten Staatsvertrages gegründet. Er ist eine Körperschaft des öffentlichen Rechts und Rechtsnachfolger des Raumordnungsverbandes Rhein-Neckar, der Planungsgemeinschaft Rheinpfalz und des Regionalverbandes Rhein-Neckar-Odenwald. In der Metropolregion Rhein-Neckar ist der Verband Träger der grenzüberschreitenden Regionalplanung und Raumordnung.

##### Aufgaben
Der Verband stellt einen einheitlichen Regionalplan auf, schreibt diesen fort und arbeitet an dessen Verwirklichung mit. Außerdem trägt und koordiniert der VRRN, jeweils immer unter der gesamtregionalen Bedeutsamkeit, die Themen:
- Wirtschaftsförderung und Standortmarketing
- Landschaftspark und Erholungseinrichtungen
- Kongresse, Messen, Kultur- und Sportveranstaltungen
- Tourismusmarketing

Koordinationsfunktion hat der Verband bei der Verkehrsplanung, dem Verkehrsmanagement und der Energieversorgung.

##### Mitglieder
Mitglieder des VRRN sind in Baden-Württemberg die Stadtkreise Heidelberg und Mannheim, der Rhein-Neckar-Kreis und der Neckar-Odenwald-Kreis, in Hessen der Landkreis Bergstraße, in Rheinland-Pfalz die kreisfreien Städte Frankenthal (Pfalz), Landau, Ludwigshafen am Rhein, Neustadt an der Weinstraße, Speyer und Worms sowie die Landkreise Bad Dürkheim, Germersheim, Rhein-Pfalz-Kreis und Südliche Weinstraße.

##### Gremien
Der Verband ist demokratisch legitimiert und ist Ort der politischen Willensbildung in der Metropolregion Rhein-Neckar. Die politische Willensbildung erfolgt unter dem Vorsitz des Verbandsvorsitzenden (seit 2016 Stefan Dallinger, Landrat Rhein-Neckar-Kreis) in der Verbandsversammlung. Sie setzt sich zusammen aus den Landräten der Kreise, den Oberbürgermeistern sowie Bürgermeistern der Städte mit mehr als 25.000 Einwohnern und weiteren Vertretern der Kommunen und Landkreise der Metropolregion Rhein-Neckar. Eine der wesentlichen Aufgaben der Verbandsversammlung ist es, die Aufstellung, die Fortschreibungen und Änderungen des Einheitlichen Regionalplans zu beschließen.
Den Verwaltungsrat bilden die Verbandsvorsitzende und 27 Mitglieder aus der Verbandsversammlung (aus Baden-Württemberg, aus Hessen und aus Rheinland-Pfalz). Aufgabe des Verwaltungsrates ist die Vorbereitung der Angelegenheiten, die in der Verbandsversammlung beraten und beschlossen werden.
Mit dem Planungsausschuss und dem Ausschuss für Regionalentwicklung und Regionalmanagement hat der Verband zwei beschließende Ausschüsse. Der Planungsausschuss setzt sich aus 45 von und aus der Verbandsversammlung gewählten Mitgliedern zusammen. Er ist mit der regelmäßigen Beratung über den Stand und die Fortschreibung des Regionalplans und der laufenden Beobachtung der für das Verbandsgebiet wichtigen Entwicklungen und Entscheidungen, vorbereitend für den Verwaltungsrat und die Verbandsversammlung, befasst. Der Ausschuss für Regionalentwicklung und Regionalmanagement hat 27 Mitglieder und ist für den Bereich Regionalentwicklung und Regionalmanagement zuständig.
An der Spitze der Verbandsverwaltung mit rund 30 Mitarbeitern steht der Verbandsdirektor (seit 2010 Ralph Schlusche). Er ist gleichzeitig einer der beiden Geschäftsführer der Metropolregion Rhein-Neckar GmbH.
Der Sitz des Verbandes Region Rhein-Neckar und seiner Geschäftsstelle ist Mannheim.

#### Metropolregion Rhein-Neckar GmbH
Die Metropolregion Rhein-Neckar GmbH (MRN) mit Sitz in Mannheim wurde am 13. Juli 2006 als Rechtsnachfolgerin der „Regionalmarketing Rhein-Neckar-Dreieck GmbH“ gegründet. Träger der Gesellschaft sind der Verband Region Rhein-Neckar, der Verein Zukunft Metropolregion Rhein-Neckar, die Industrie- und Handelskammern Darmstadt, Pfalz und Rhein-Neckar sowie die Handwerkskammern Rhein-Main und Mannheim Rhein-Neckar-Odenwald.

##### Aufgaben
Auftrag der Metropolregion Rhein-Neckar GmbH ist es, die Region in enger Zusammenarbeit mit den regionalen Akteuren wirtschaftlich, sozial und ökologisch weiterzuentwickeln, sie positiv zu positionieren und bekannt zu machen. Hierzu …
- schmiedet sie Allianzen und bietet eine Plattform, auf der regionale Akteure gemeinsame Vorhaben voranbringen und ihre Kräfte bündeln können,
- gibt sie Impulse, entwickelt in ihren Arbeitsfeldern regionale Strategien im Dialog mit den relevanten Gremien und treibt Projekte voran,
- unterstützt sie regionale Netzwerke und Initiativen,
- macht sie die Region bekannt und sorgt in enger Zusammenarbeit mit den regionalen Partnern dafür, dass die Metropolregion Rhein-Neckar als eine der attraktivsten und wettbewerbsfähigsten Regionen wahrgenommen wird.

Ihre Aufgaben nimmt die Metropolregion Rhein-Neckar GmbH in fünf klar fokussierten Arbeitsbereichen wahr. Dies sind im Einzelnen die Arbeitsgebiete: „Bildung, Arbeitsmarkt, Gesundheit“, „Kultur“, „Energie und Mobilität“, „Digitalisierung und Verwaltungsvereinfachung“ sowie „Kommunikation und Marketing“.

##### Gesellschafter
Mit der Gründung der MRN GmbH wurde ein rechtlich verbindlicher Rahmen für den „Schulterschluss“ der regionalen Akteure aus Wirtschaft, Wissenschaft, Politik und Verwaltung geschaffen. Gesellschafter sind der Verband Region Rhein-Neckar, der Zukunft Metropolregion Rhein-Neckar, die Industrie- und Handelskammern Darmstadt, Pfalz und Rhein-Neckar sowie die Handwerkskammern Rhein-Main und Rhein-Neckar-Odenwald. Geschäftsführer sind der VRRN-Direktor Ralph Schlusche (seit 2010) und Peter Johann, der im Mai 2021 die Nachfolge von Christine Brockmann (zuvor Geschäftsführerin seit 2016) antrat. Der Sitz der MRN GmbH ist Mannheim.

#### Zukunft Metropolregion Rhein-Neckar e.V.
Der Zukunft Metropolregion Rhein-Neckar e. V. wurde 1989 als Rhein-Neckar-Dreieck gegründet, um der Region beim Aufbau einer eigenen Identität und beim Nutzen ihrer Potenziale zu helfen. Gründungsmitglieder waren die drei Oberzentren Heidelberg, Ludwigshafen am Rhein und Mannheim, die IHK für die Pfalz, die IHK Rhein-Neckar, der Raumordnungsverband Rhein-Neckar sowie die BASF SE. Im Rahmen der Mitgliederversammlung am 19. April 2006 wurde die Zusammenlegung von Rhein-Neckar-Dreieck und „Initiative Zukunft Rhein-Neckar-Dreieck“ beschlossen. Der neue Verein trägt den Namen „Zukunft Metropolregion Rhein-Neckar“ (ZMRN). Heute zählt der ZMRN über 750 Mitglieder aus Wirtschaft, Wissenschaft und Politik (Stand: Juli 2025). Geschäftsführerin ist Kirsten Korte seit September 2011. Stellvertreter ist seit Mai 2021 Peter Johann, auch Geschäftsführer der MRN GmbH. Der Sitz des ZMRN e.V. ist Mannheim.

##### Aufgaben
Der Zweck des Vereins ist die Förderung der Metropolregion Rhein-Neckar und die Durchführung von Projekten insbesondere in den Bereichen:
- Wissenschaft und Forschung
- Bildung und Erziehung
- Gesundheit
- Kunst und Kultur
- Sport
- Völkerverständigung
- Regionale Identität und Heimatgedanke
- Landeskunde
- Umweltschutz
- Bürgerschaftliches Engagement

Der Verein stärkt die regionale Zusammenarbeit für gemeinnützige Zwecke und unterstützt gemeinnützige und regionale Initiativen ideell und finanziell.

##### Gremien
Der Vorstand des ZMRN setzt sich derzeit aus 16 Mitgliedern aus Wirtschaft, Wissenschaft und Politik zusammen. Der Vorstand bestimmt die strategische Ausrichtung des ZMRN e. V. im Rahmen des Vereinszwecks und vertritt dessen Interessen in Gremien, Arbeitskreisen und Ausschüssen.  Dem Vorstand gehören an (Stand Juli 2025):
- Uwe Schroeder-Wildberg (Vorstandsvorsitzender ZMRN e. V.), Vorstandsvorsitzender MLP SE
- Stefan Dallinger (stellvertretender Vorstandsvorsitzender ZMRN e. V.), Landrat des Rhein-Neckar-Kreises, Vorsitzender des Verbandes Region Rhein-Neckar
- Matthias Baaß, Bürgermeister der Stadt Viernheim
- Katharina Beumelburg, Vorstandsmitglied Heidelberg Materials
- Claudia Fleischer, Geschäftsführerin Roche Diagnostics GmbH
- Albrecht Hornbach, Präsident der IHK Pfalz
- Hans-Ulrich Ihlenfeld, Landrat Kreis Bad Dürkheim
- Frauke Melchior, Rektorin der Universität Heidelberg
- Gabriël Clemens, Vorstandsvorsitzender MVV Energie AG
- Thomas Saueressig, Vorstandsmitglied SAP SE
- Marcus Schaile, Bürgermeister der Kreisstadt Germersheim
- Manfred Schnabel, Präsident der IHK Rhein-Neckar
- Christian Specht, Oberbürgermeister der Stadt Mannheim
- Jutta Steinruck, Oberbürgermeisterin der Stadt Ludwigshafen am Rhein
- Helmut Winterling, President European Site & Verbund Management BASF SE
- Eckart Würzner, Oberbürgermeister der Stadt Heidelberg

Eggert Voscherau, ehemaliges Vorstandsmitglied und Aufsichtsratsvorsitzender der BASF SE, ist Ehrenvorsitzender des Gremiums.
Der ZMRN-Vorstand kann die Berufung eines Kuratoriums beschließen und benennt die Mitglieder dieses Gremiums.

## Verkehr

### Fernstraßen
Im Rhein-Neckar-Dreieck kreuzen sich die A 5 (Nord–Süd) und A 6 (West–Ost) im Kreuz Walldorf. Im Westen verläuft die A 61 bis zum Dreieck Hockenheim, bei Ludwigshafen zweigen die A 65 und A 650 ab und bei Viernheim die A 67. Zudem gibt es die A 656 und die A 659, die nicht nur als Zubringer zu A 5 und A 6 dienen, sondern als Bestandteile der Trassen der Bundesstraßen B 37 und B 38 Vorderpfalz bzw. Südpfalz mit dem unteren Neckartal bzw. dem Odenwald verbinden.

### Eisenbahn
Der Mannheimer Hauptbahnhof, wichtigster Bahnhof der Region, ist einer der größten Eisenbahnknoten in Süddeutschland und der zweitgrößte ICE-Knoten in Deutschland. Über die ICE-Hochgeschwindigkeitsstrecke besteht eine schnelle und leistungsfähige Verbindung in den Raum Stuttgart, sowie zur Technologieregion Karlsruhe. Mit der Neubaustrecke Rhein/Main–Rhein/Neckar ist eine vergleichbare Anbindung an das benachbarte Rhein-Main-Gebiet in Planung.
Weitere wichtige Fernverkehrsbahnhöfe in der Metropolregion Rhein-Neckar sind Heidelberg Hbf sowie Bensheim und Weinheim (IC/EC). Einzelne Fernzüge halten außerdem in Ludwigshafen (Rhein) Hbf, Neustadt (Weinstr) Hbf, Wiesloch-Walldorf und Worms.

### ÖPNV
Seit Dezember 2003 verbindet die S-Bahn RheinNeckar große Teile der Region im (teilweise verdichteten) Halbstundentakt, weitere Ausbaustufen sind geplant.
Auf Meterspur verkehren die Stadtbahnen OEG und RHB auf EBO-Gleisen sowie der Straßenbahnverkehr in Mannheim und Ludwigshafen und Heidelberg. Die Verkehrsleistung wird durch das gemeinsame Tochterunternehmen Rhein-Neckar-Verkehr (RNV) erbracht. Hinzu kommen zahlreiche Überlandbuslinien des Busverkehrs Rhein-Neckar (BRN). Die öffentlichen Verkehrsmittel sind zu einheitlichen Preisen innerhalb des Verkehrsverbunds Rhein-Neckar (VRN) zu benutzen. Dieser reicht weit über die Grenzen der Metropolregion hinaus und hat seine größte Ausdehnung zwischen Zweibrücken und Würzburg.

### Luftverkehr
Als einzige der elf Metropolregionen Deutschlands verfügt die Metropolregion Rhein-Neckar über keinen internationalen Flughafen. Dies liegt zum Teil daran, dass der internationale Flughafen Frankfurt Main gut an das Rhein-Neckar-Gebiet angebunden ist und mit dem Zug in ca. 30 Minuten vom Hauptbahnhof Mannheim erreicht werden kann; des Weiteren ist sowohl der Flughafen Stuttgart als auch der Flughafen Karlsruhe/Baden-Baden nur etwa eine Fahrstunde von der Rhein-Neckar-Region entfernt.
Der wichtigste Flugplatz in der Region ist der Flugplatz Mannheim, der überwiegend von Geschäfts- und Segelflugzeugen genutzt wird. Er beförderte 2007 175.868 Passagiere. Die Fluggesellschaft Cirrus Airlines flog von 1999 mehrmals täglich den Flughafen Berlin-Tegel sowie zwischenzeitlich auch die Ziele Hamburg und München an. Im Dezember 2011 wurde der Flugverkehr aus wirtschaftlichen Gründen eingestellt. Im März 2014 wurde der Flugbetrieb nach Berlin wieder aufgenommen. Seitdem starten und landen von Montag bis Freitag täglich zwei Maschinen, jeweils am Vormittag und am Abend. Inzwischen gibt es auch regelmäßige Linienflüge nach Hamburg und Sylt. Um die Wiederaufnahme der Fluglinie nach Berlin zu ermöglichen, haben sich mehrere Unternehmen aus der Rhein-Neckar-Region zusammengeschlossen. Mit der Vermarktung der Flugtickets wurde die neu gegründete Rhein-Neckar Air GmbH beauftragt. Diese hat zum Betrieb der Fluglinie Maschinen der MHS Aviation GmbH gechartert. Zum Einsatz kommt die Dornier Do-328.

## Sehenswürdigkeiten

### UNESCO-Weltkulturerbe
- Speyerer Dom (seit 1981)
- Kloster Lorsch (seit 1991)
- Obergermanisch-Raetischer Limes (seit 2005)
- SchUM-Stätten Speyer, Worms (und Mainz) (seit 2021)[11]

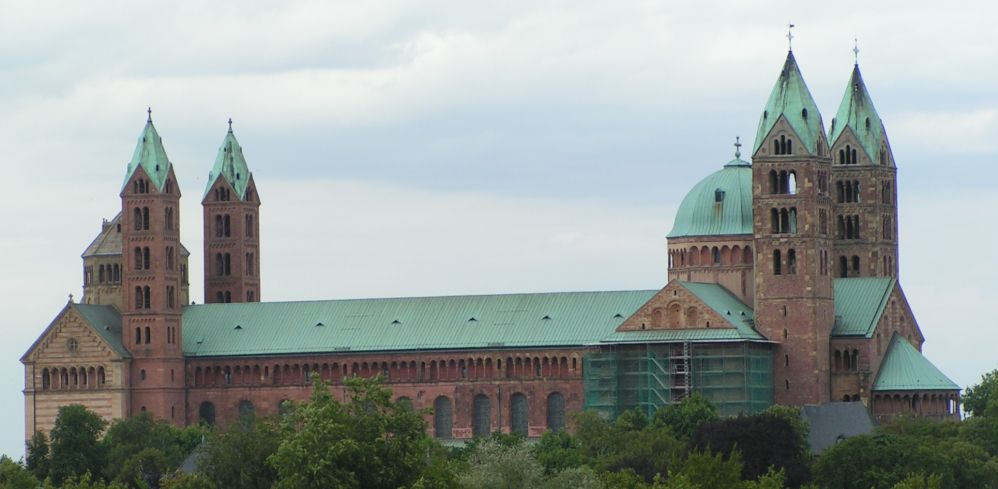
Speyerer Dom
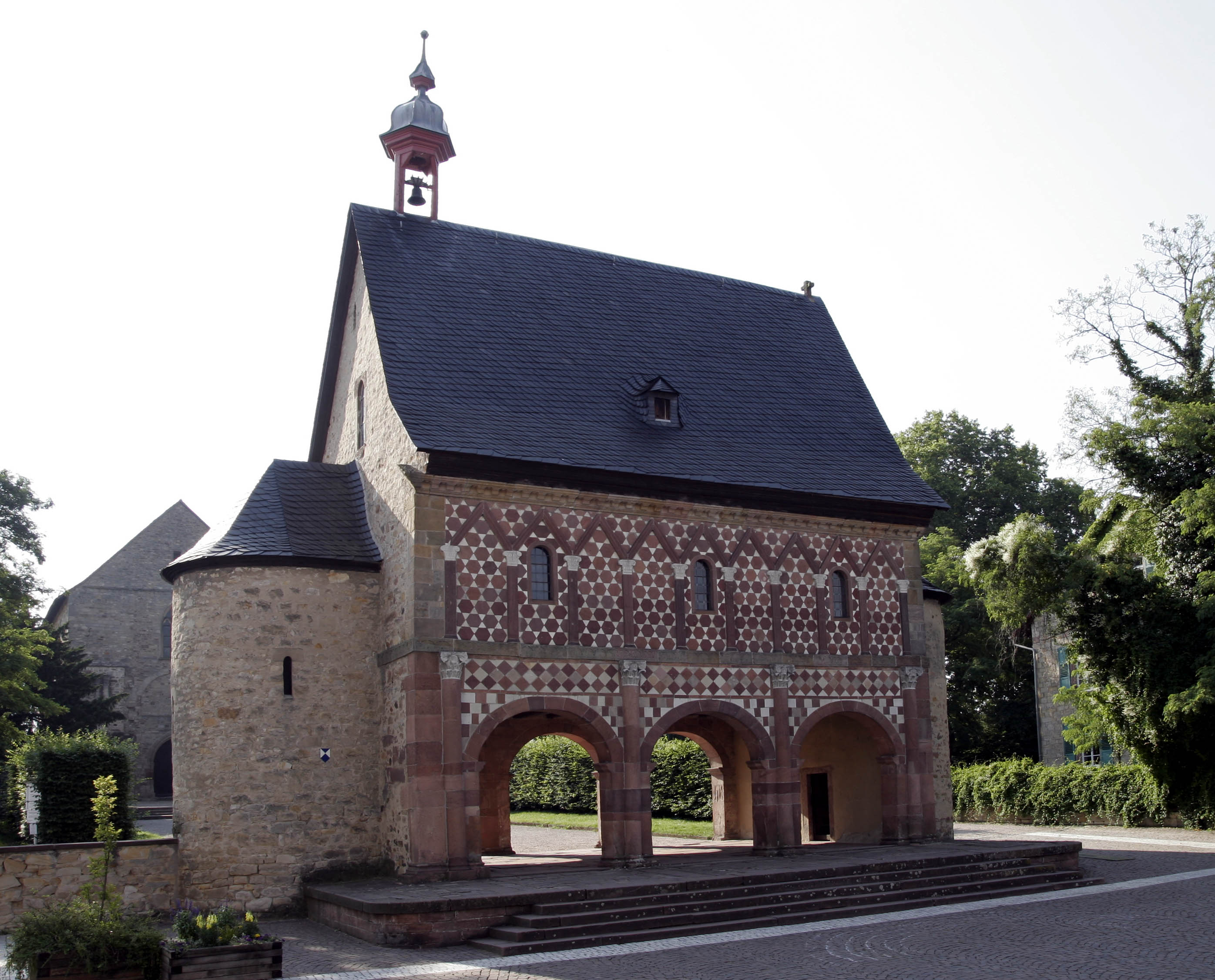
Kloster Lorsch
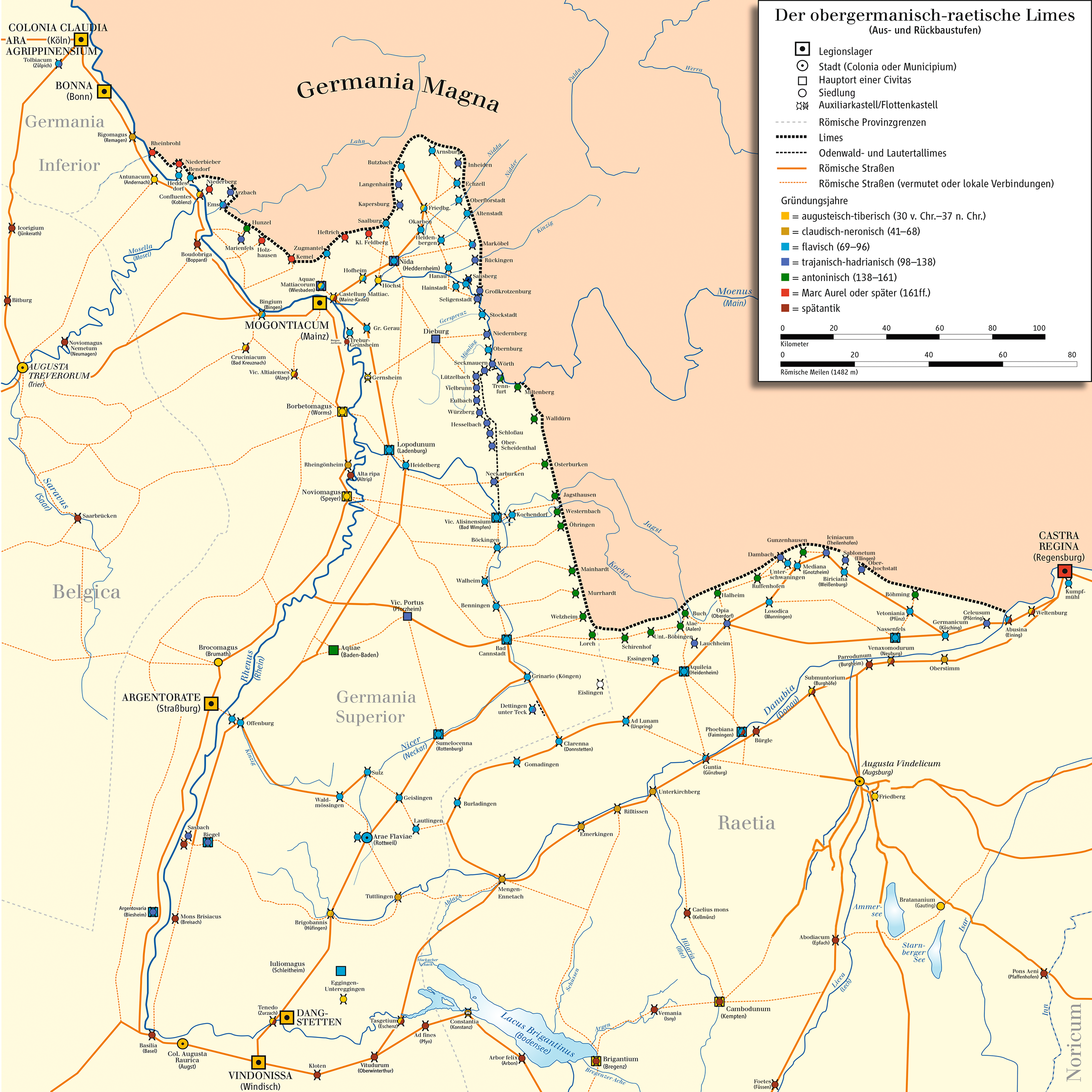
Obergermanisch-Raetischer Limes

### Sakralbauten
- Dom zu Speyer
- Dom zu Worms
- Ersheimer Kapelle bei Hirschhorn (Neckar)
- Jesuitenkirche in Mannheim
- Wallfahrtskirche Mariä Himmelfahrt in Ludwigshafen-Oggersheim
- Heiliggeistkirche Heidelberg
- Stiftskirche in Neustadt/Weinstr.
- Laurentiuskirche Dirmstein
- St.-Gallus-Kirche in Ladenburg
- Kirche Mariä Himmelfahrt in Otterstadt

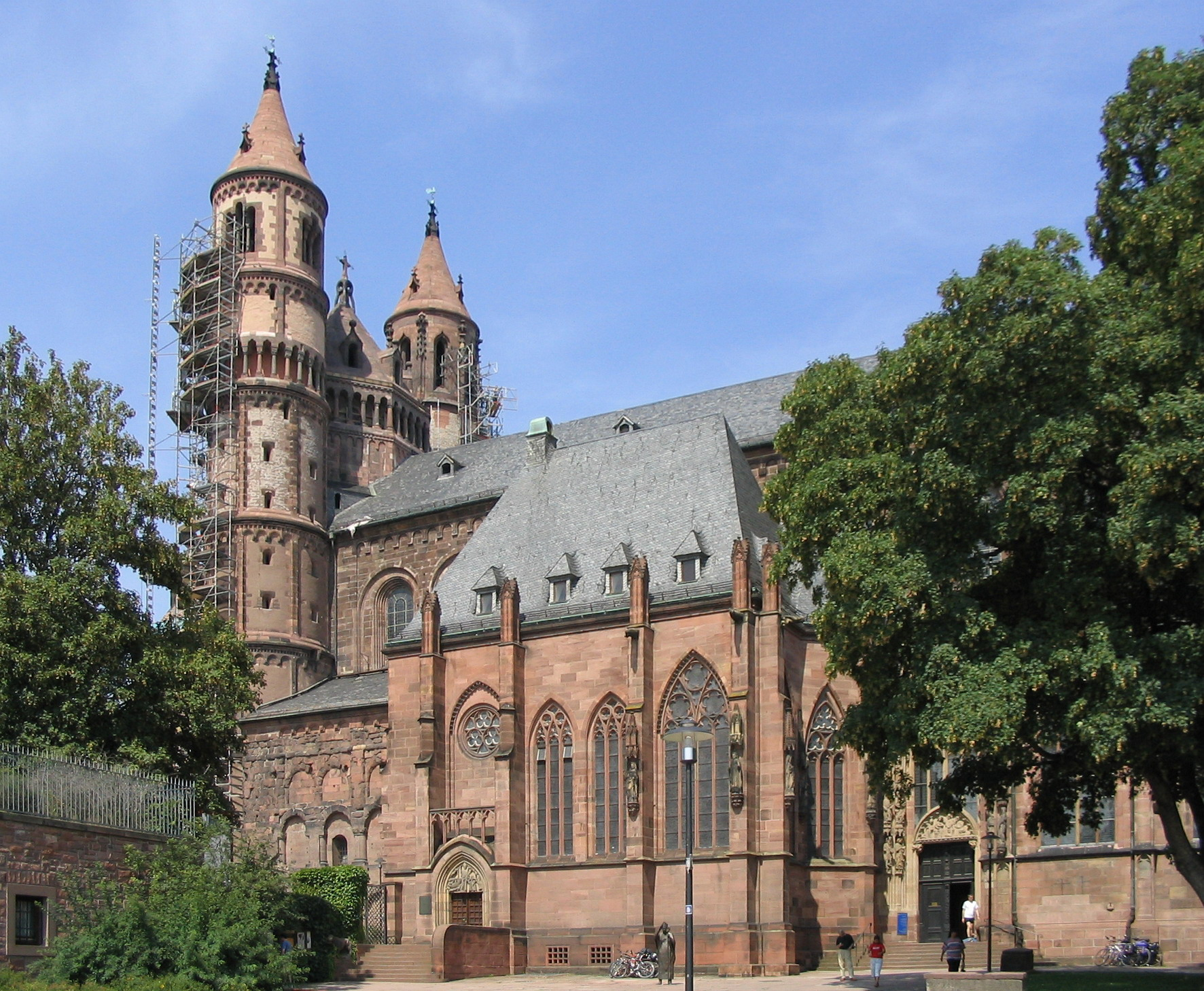
Dom zu Worms
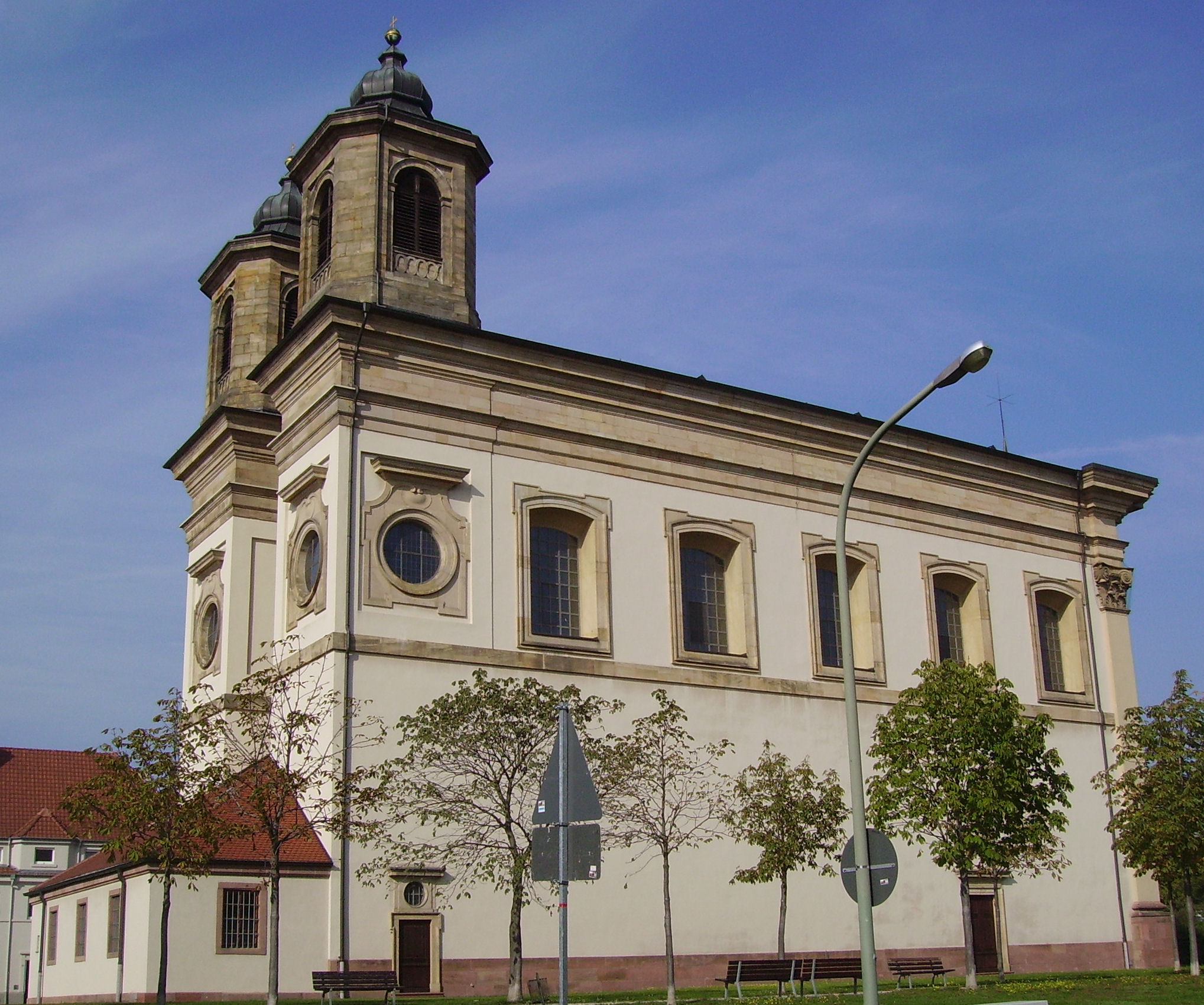
Mariä Himmelfahrt, Ludwigshafen
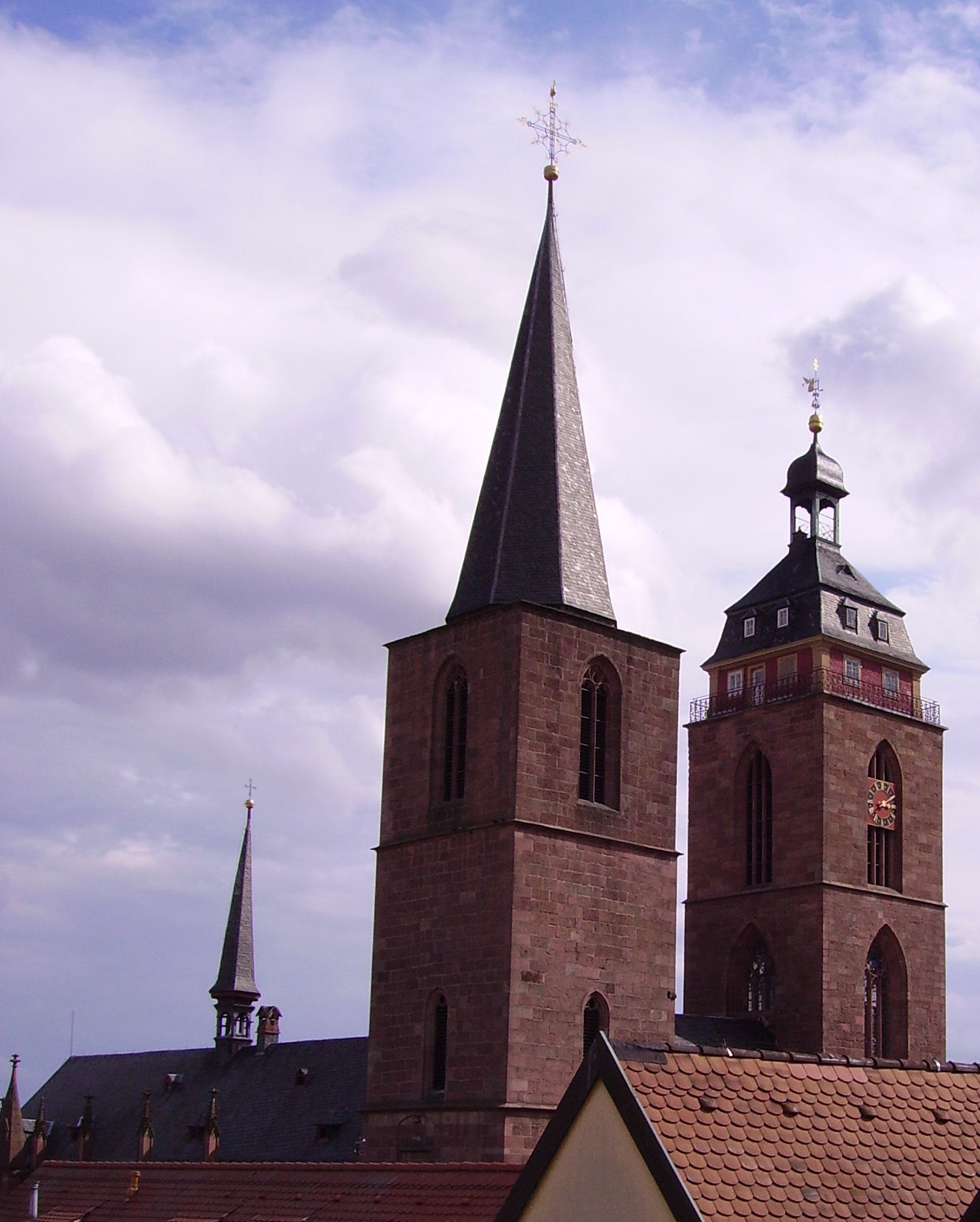
Stiftskirche, Neustadt
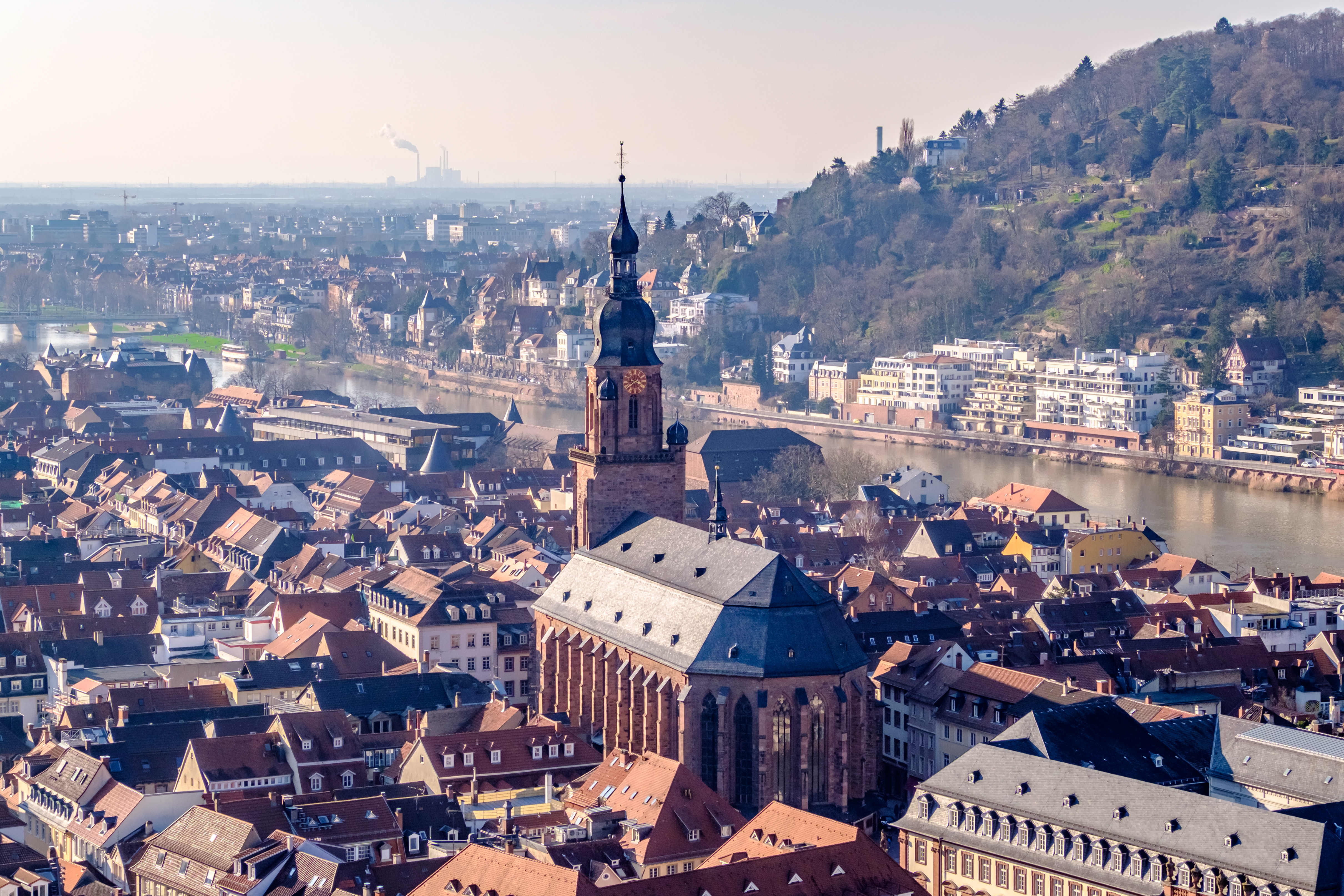
Heiliggeistkirche, Heidelberg
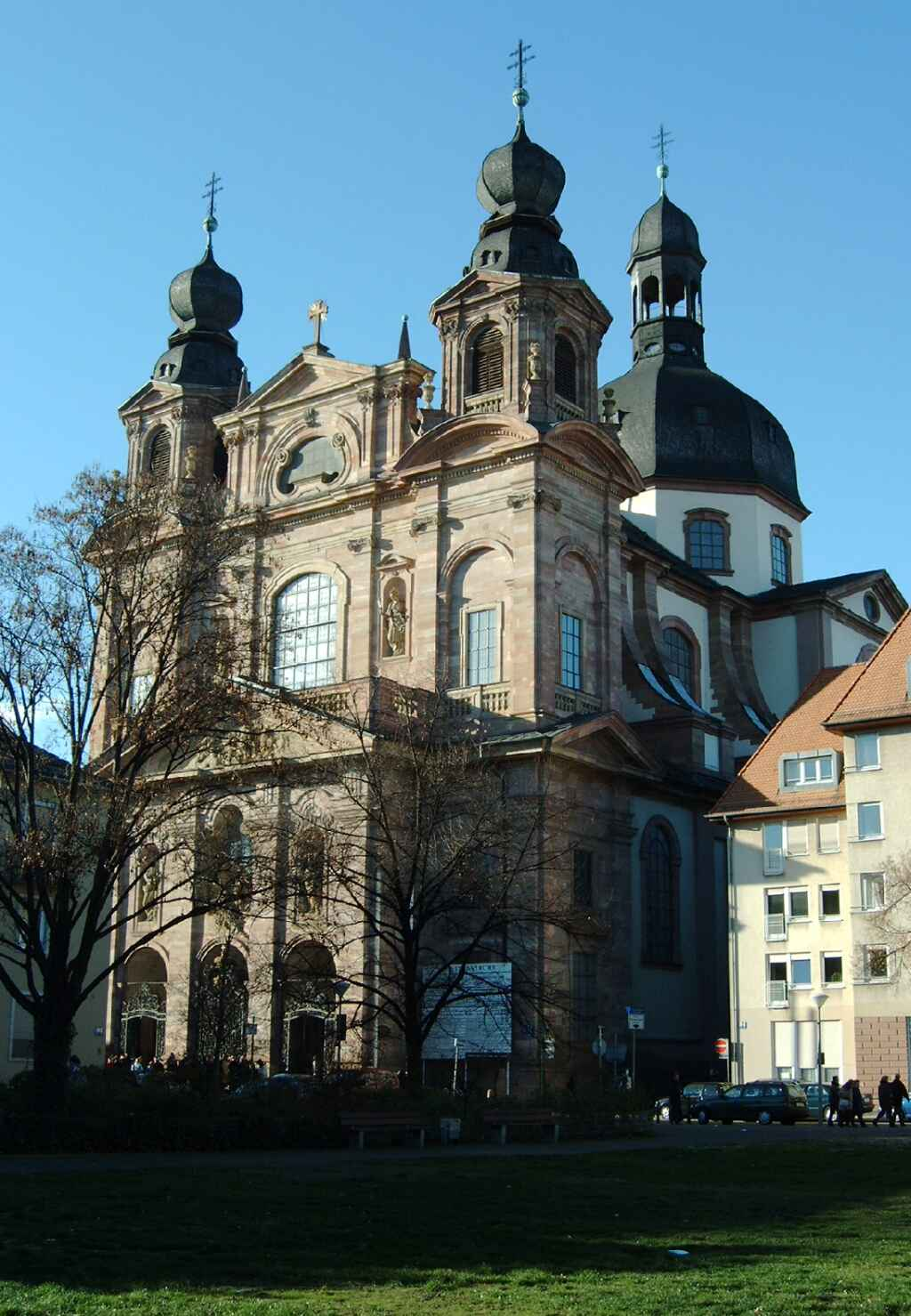
Jesuitenkirche, Mannheim
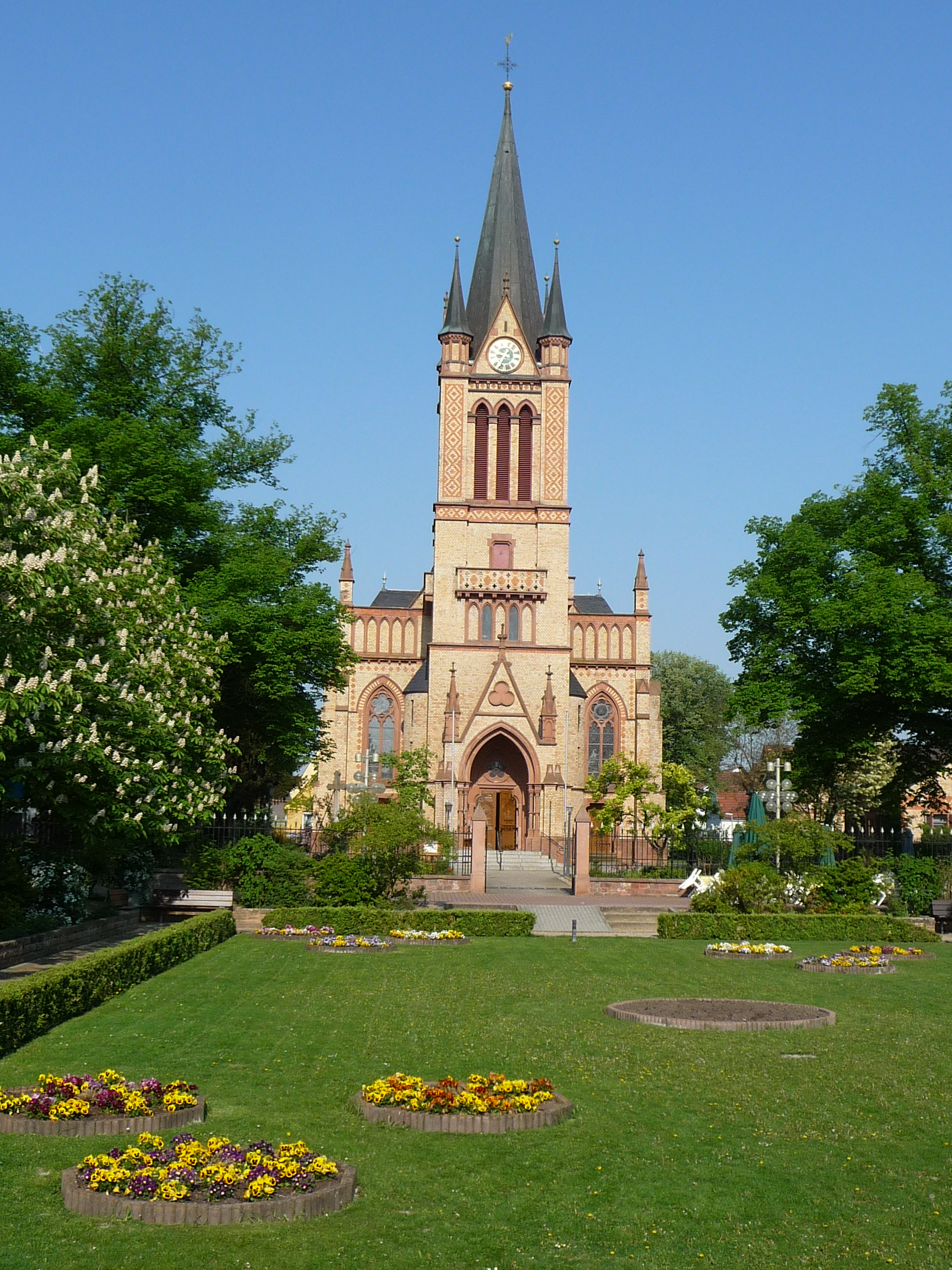
Mariä Himmelfahrt, Otterstadt

### Burgen, Schlösser und Festungen
- Burgen Trifels, Anebos und Münz bei Annweiler
- Burgruine Eberbach
- Burgruine Stolzeneck bei Eberbach-Rockenau
- Hardenburg bei Bad Dürkheim
- Schloss Auerbach bei Bensheim-Auerbach
- Ruine Wasserburg bei Zwingenberg (Bergstraße)
- Starkenburg bei Heppenheim
- Rothschildschloss (heute Rathaus) in Hemsbach
- Burgruine Windeck und Wachenburg in Weinheim
- Burg Lindenfels in Lindenfels
- Burg Neuleiningen
- Burg Altleiningen
- Burg Battenberg
- Wachtenburg bei Wachenheim an der Weinstraße
- Burg Hornberg bei Neckarzimmern
- Burg Guttenberg bei Haßmersheim
- Minneburg bei Neckargerach
- Zwingenburg bei Zwingenberg (Baden)
- Burg Hirschhorn bei Hirschhorn (Neckar)
- Burg Steinsberg bei Sinsheim
- Heidelberger Schloss
- Burgruine Strahlenburg in Schriesheim
- Mannheimer Schloss
- Hambacher Schloss bei Neustadt an der Weinstraße
- Schwetzinger Schloss in Schwetzingen
- Vier Burgen (Vorder-, Mittel-, Hinterburg, Schadeck/Schwalbennest) in Neckarsteinach
- Reste der Festung in Germersheim
- Hardheimer Schloss in Hardheim
- Hallberg-Schloss (erbaut um 1730) in Fußgönheim
- Meckenheimersches Schloss in Lambsheim
- Herrnsheimer Schloss in Worms
- Gräfliches Schlösschen im Park von Limburgerhof
- Sturmfedersches Schloss in Dirmstein
- Koeth-Wanscheidsches Schloss mit Englischem Garten in Dirmstein
- Bischöfliches Schloss in Dirmstein
- Quadtsches Schloss in Dirmstein
- Schloss Neckarhausen in Edingen-Neckarhausen
- Weinheimer Schloss  mit Schlosspark und Exotenwald in Weinheim

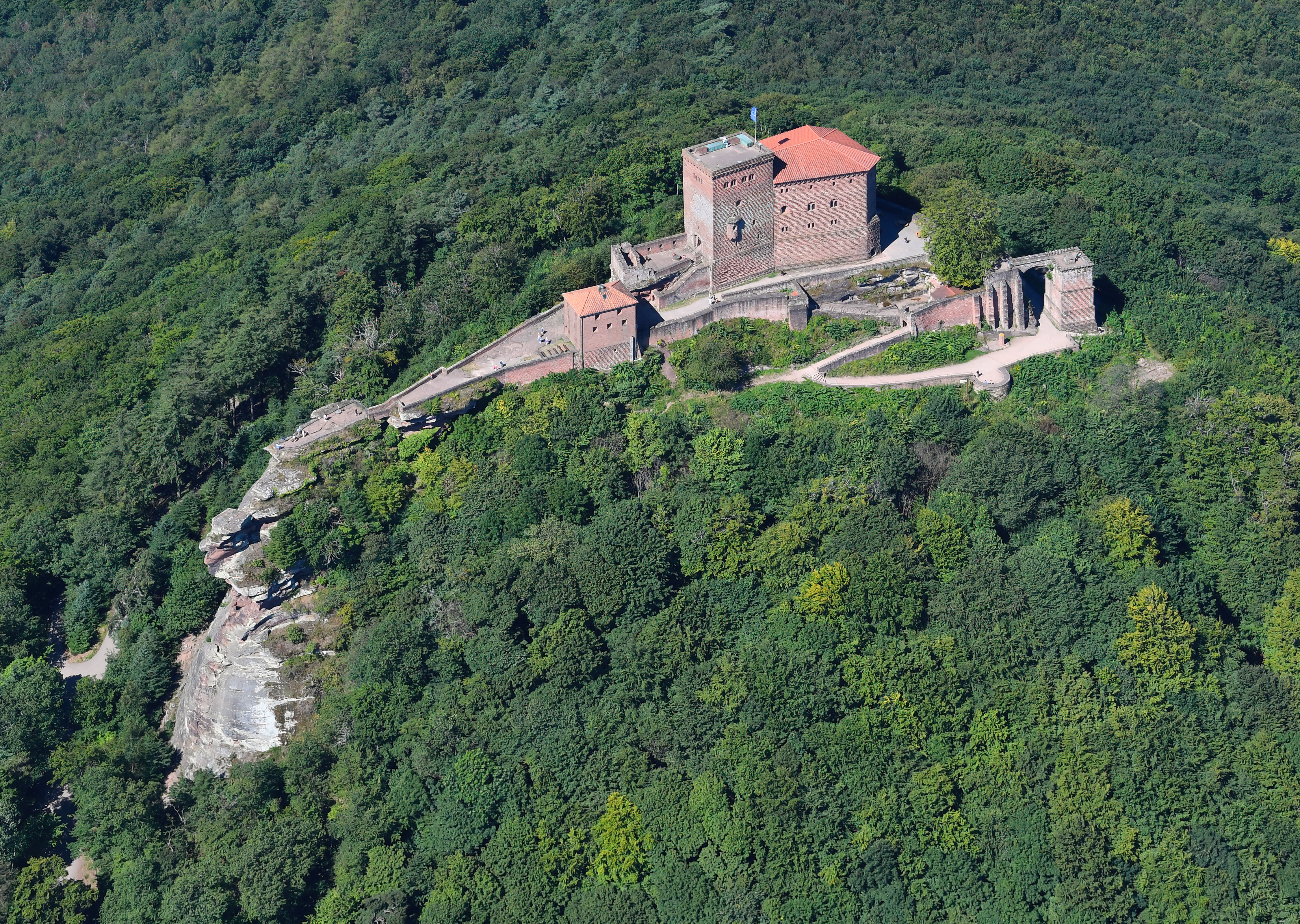
Reichsburg Trifels
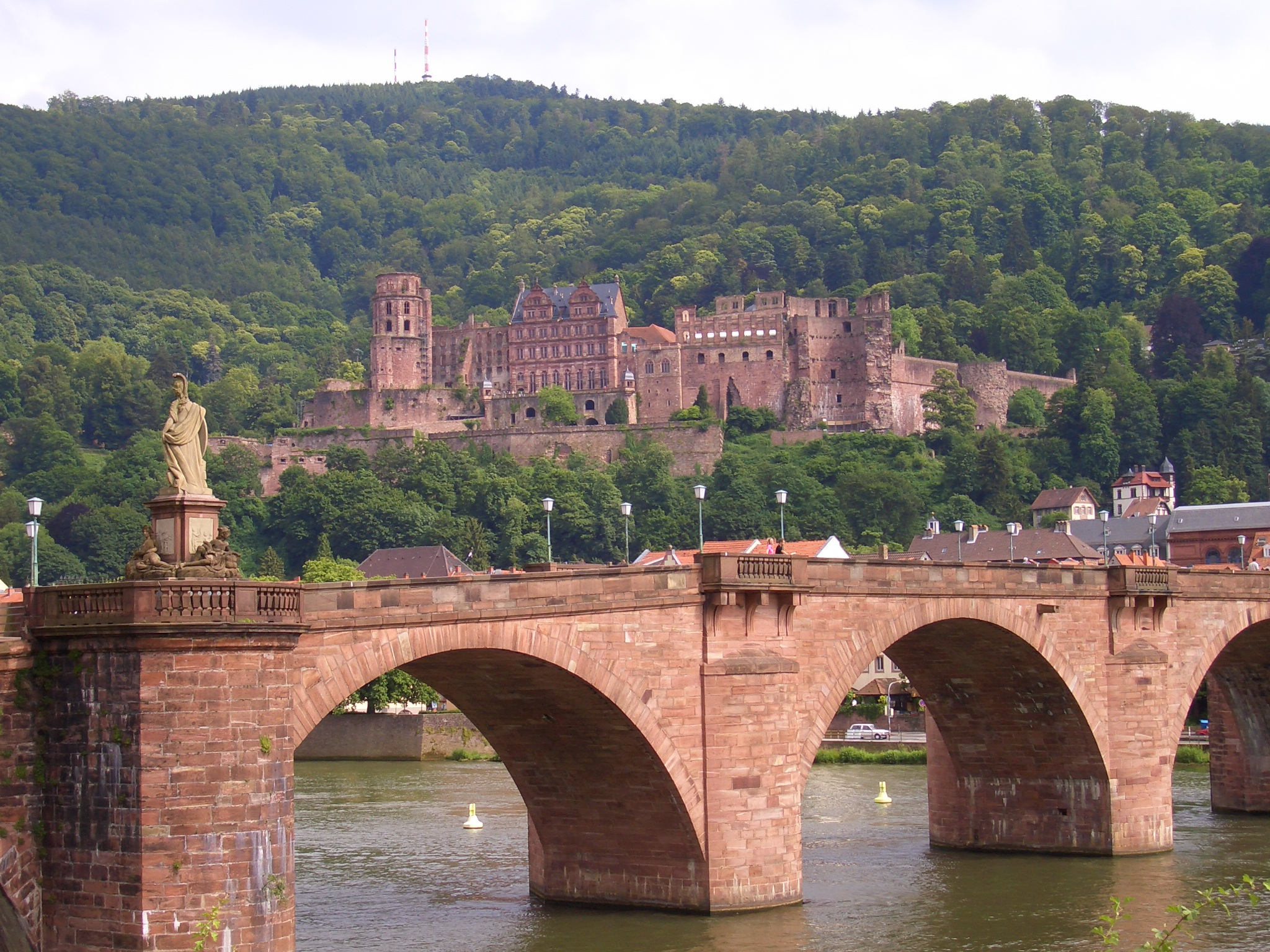
Heidelberger Schloss, vorne die Alte Brücke
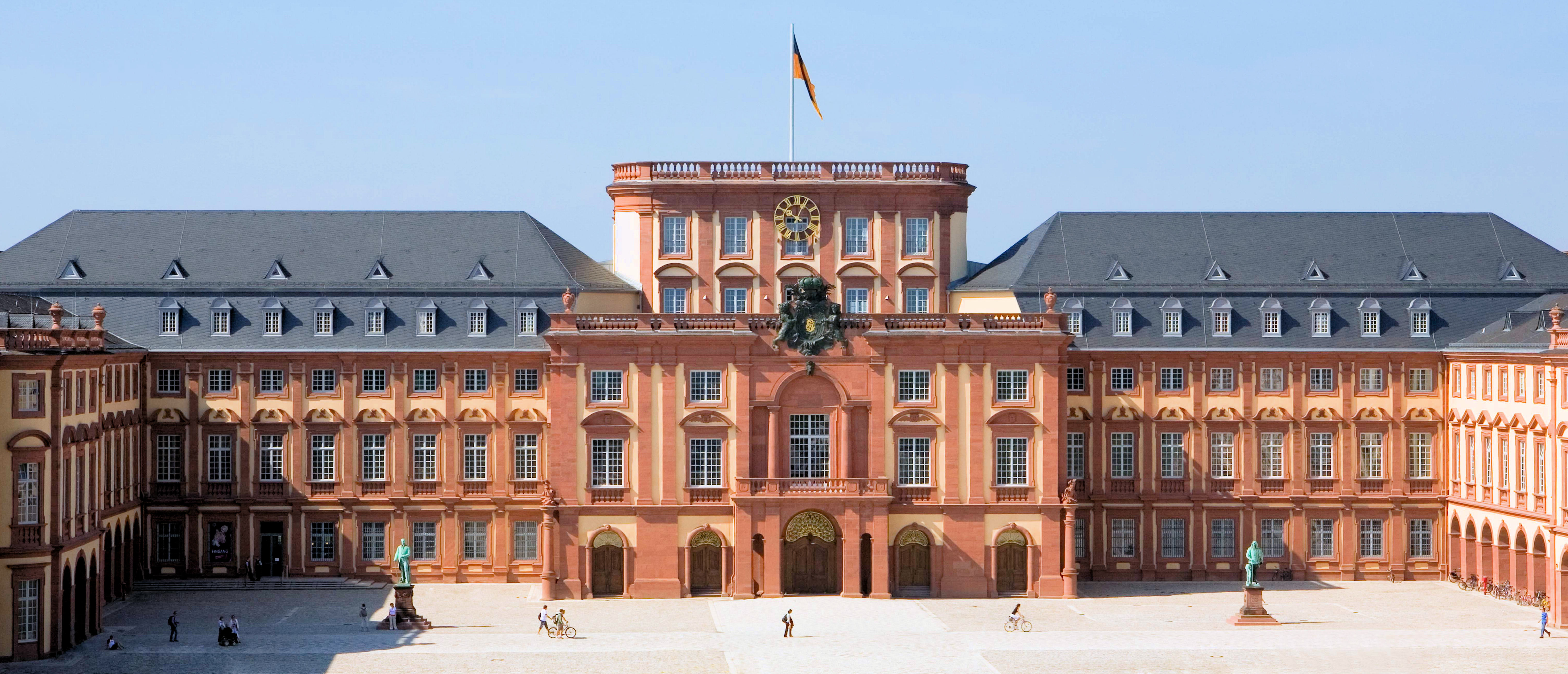
Mannheimer Schloss
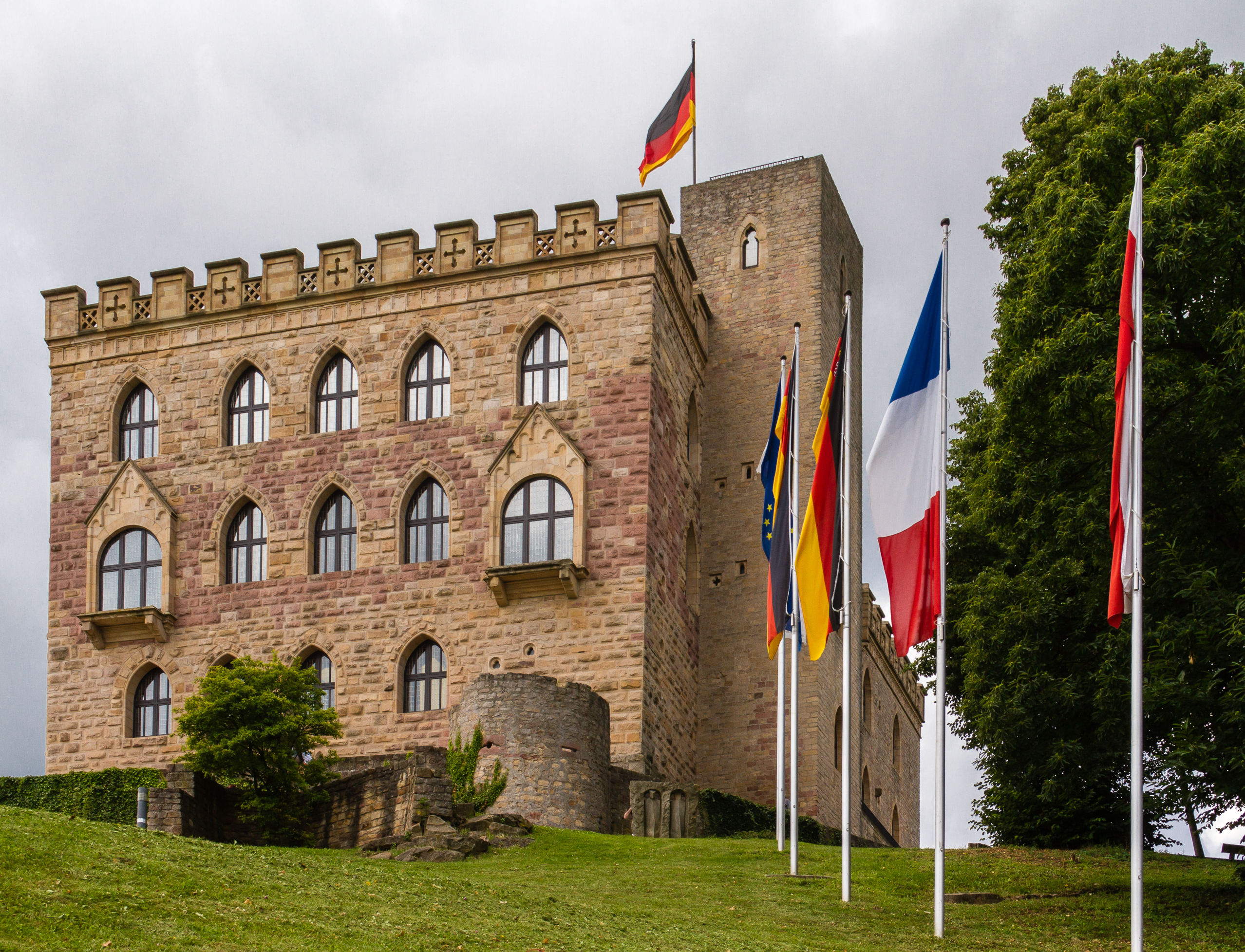
Hambacher Schloss
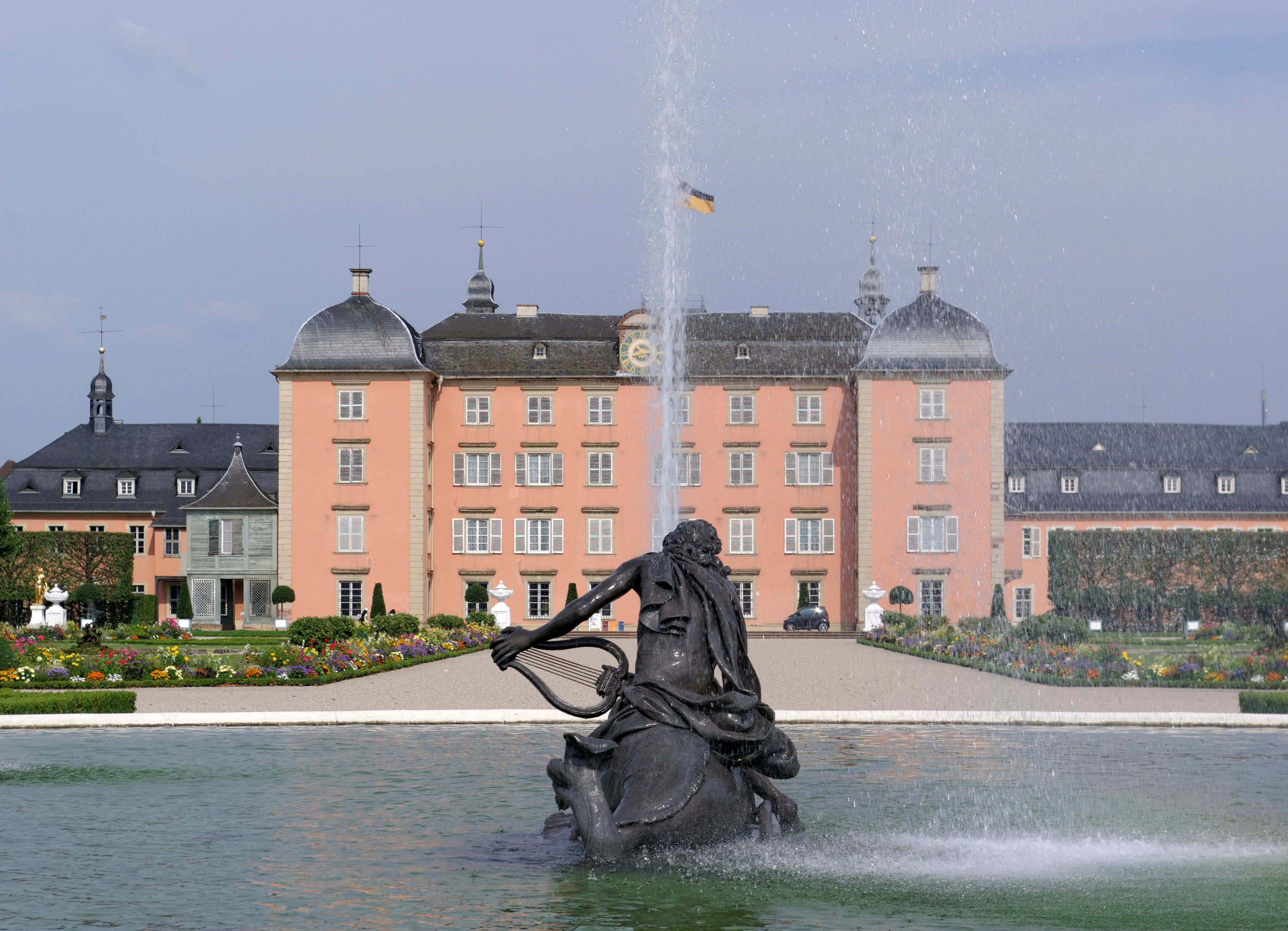
Schwetzinger Schloss

### Museen
- Altlußheim: Museum Autovision
- Annweiler: Museum unterm Trifels
- Bad Dürkheim: Pfalzmuseum für Naturkunde
- Bammental: Heimatmuseum
- Buchen: Bezirksmuseum
- Eberbach: Heimatmuseum
- Edenkoben: Gemäldegalerie Schloss Villa Ludwigshöhe
- Fußgönheim: Deutsches Kartoffelmuseum
- Germersheim: Deutsches Straßenmuseum
- Hardheim: Erfatal-Museum
- Haßmersheim: Burgmuseum Burg Guttenberg
- Heidelberg: Deutsches Apothekenmuseum, Kurpfälzisches Museum der Stadt Heidelberg
- Hockenheim: Motorsportmuseum
- Ladenburg: Lobdengau-Museum, Automuseum Dr. Carl Benz
- Lorsch: Museumszentrum Lorsch mit den Abteilungen Klostergeschichte, Volkskunde und Tabakmuseum Lorsch
- Ludwigshafen am Rhein: Wilhelm-Hack-Museum
- Osterburken: Römermuseum als Außenstelle des Archäologischen Landesmuseums Baden-Württemberg
- Mannheim: Technoseum, Kunsthalle, Reiss-Engelhorn-Museen
- Sinsheim: Auto- und Technikmuseum
- Speyer: Historisches Museum der Pfalz, Technikmuseum
- Walldürn: Odenwälder Freilandmuseum
- Weinheim: Museum der Stadt Weinheim
- Worms: Jüdisches Museum im Raschi-Haus, Historisches Museum, Nibelungenmuseum
- Schriesheim: Museum Theo Kerg

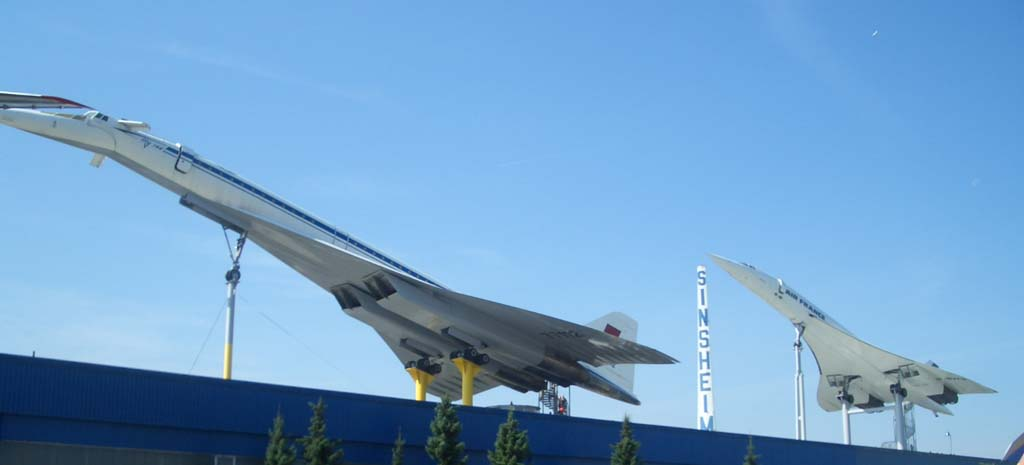
TU-144 und Concorde im Museum Sinsheim
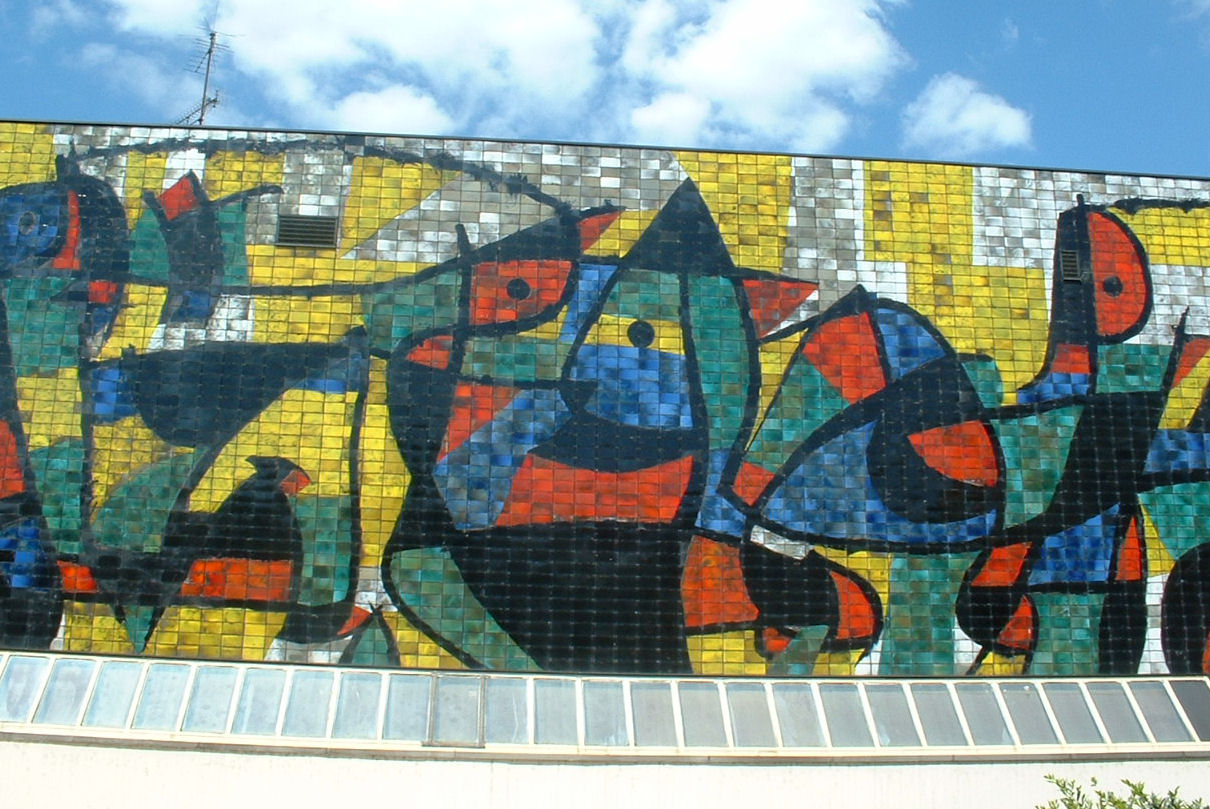
Miró-Wand am Wilhelm-Hack-Museum
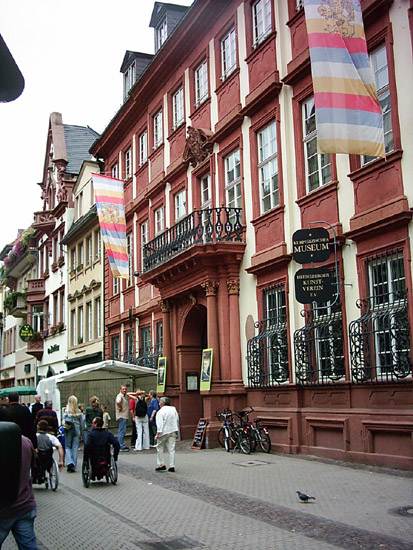
Kurpfälzisches Museum der Stadt Heidelberg
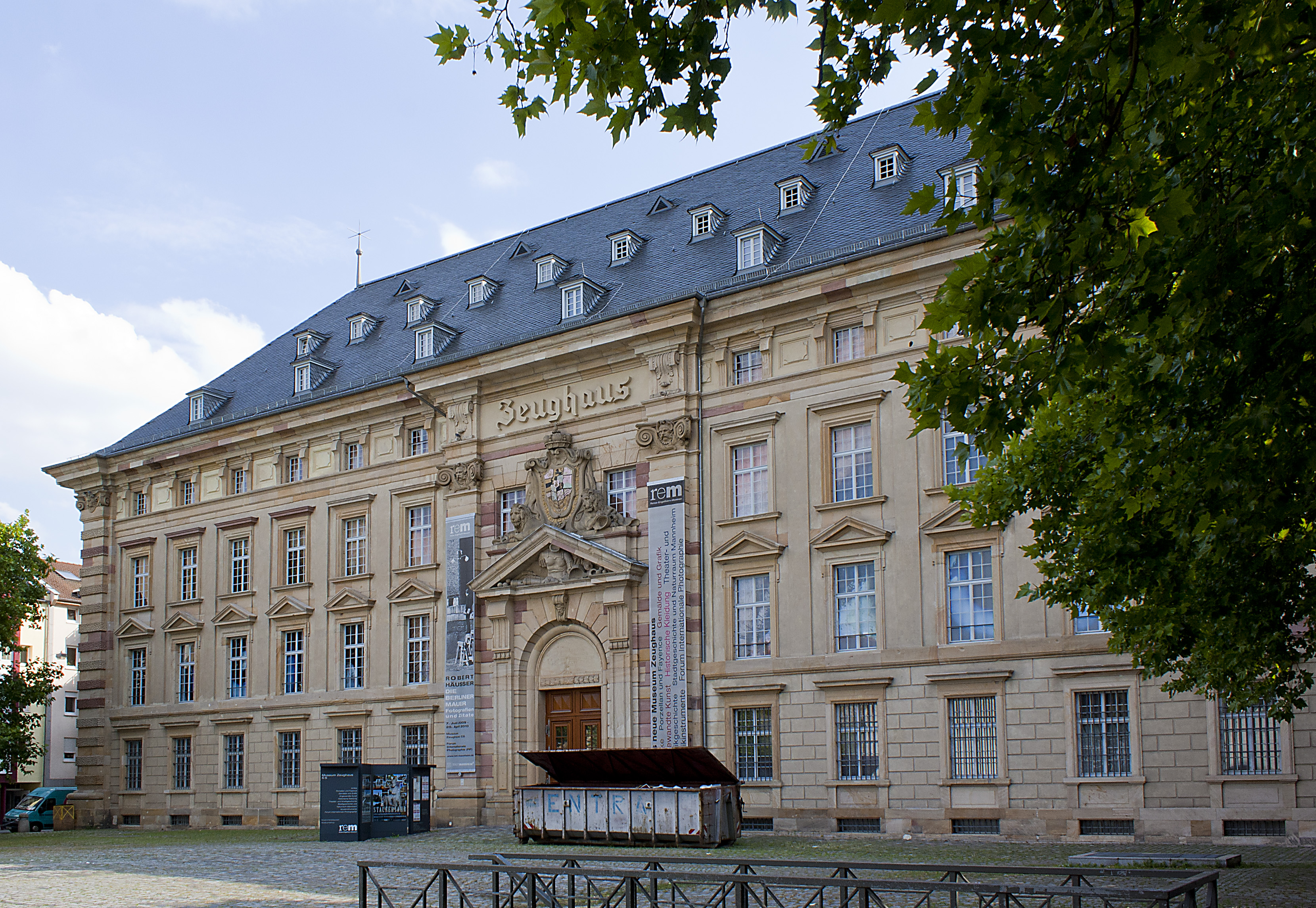
Reiss-Engelhorn-Museen, Mannheim
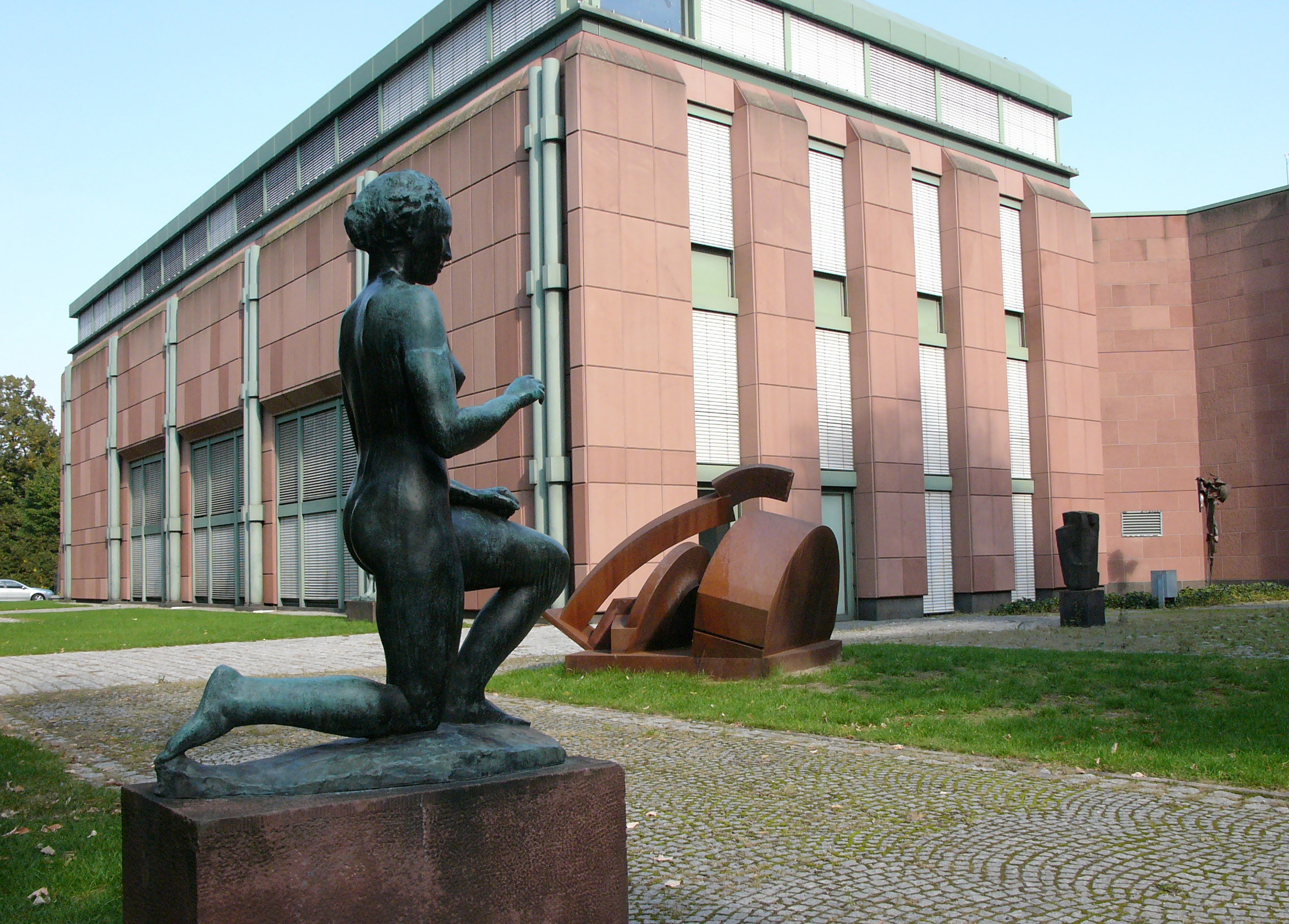
Kunsthalle Mannheim

### Galerien & Ausstellungen
- Heidelberger Kunstverein
- Kunsthalle Mannheim
- Sammlung Prinzhorn, Heidelberg
- Kunstverein Ludwigshafen
- Mannheimer Kunstverein
- Heylshof, Worms
- Kunstverein Viernheim
- Kunstverein Wörth

### Theater (Auswahl)
- Nationaltheater Mannheim
- Rhein Neckar Theater, Mannheim
- Theaterhaus G7, Mannheim
- zeitraumexit, Mannheim
- Theater der Stadt Heidelberg
- TiKK, Theater im Kulturhaus Karlstorbahnhof, Heidelberg
- Zimmertheater Heidelberg
- Taeter-TheaterHeidelberg
- Theater im Pfalzbau, Ludwigshafen
- Prinzregenten-Theater, Ludwigshafen
- Freilichtbühne „Im Busch“ und Hoftheater „Hasch-Masch“ in Bobenheim-Roxheim
- Chawwerusch Theater, Herxheim bei Landau

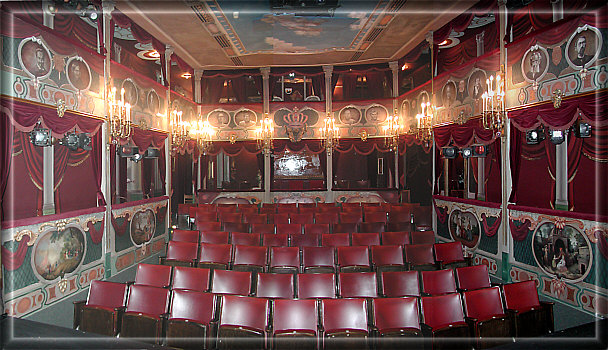
Prinzregenten-Theater, Ludwigshafen
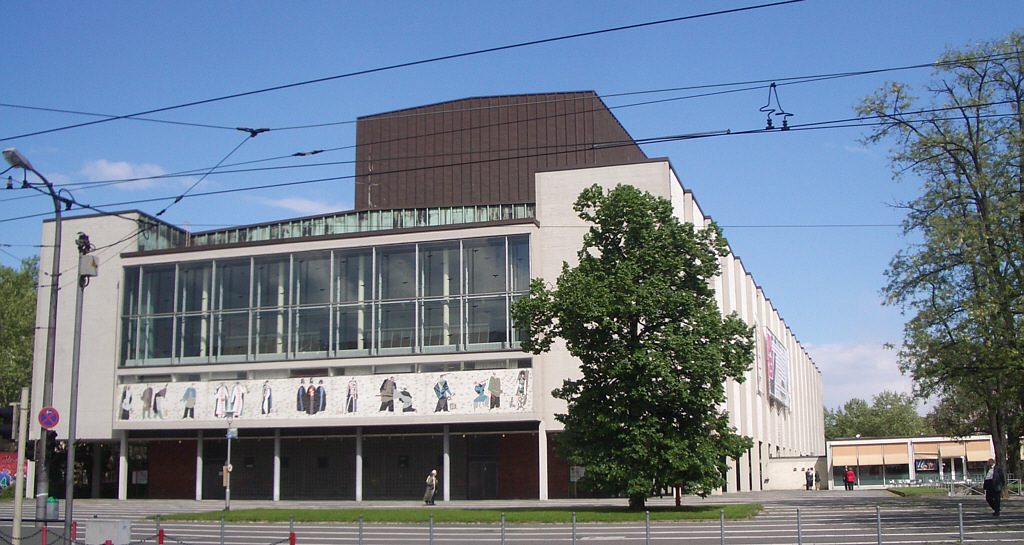
Nationaltheater Mannheim
Theater der Stadt Heidelberg
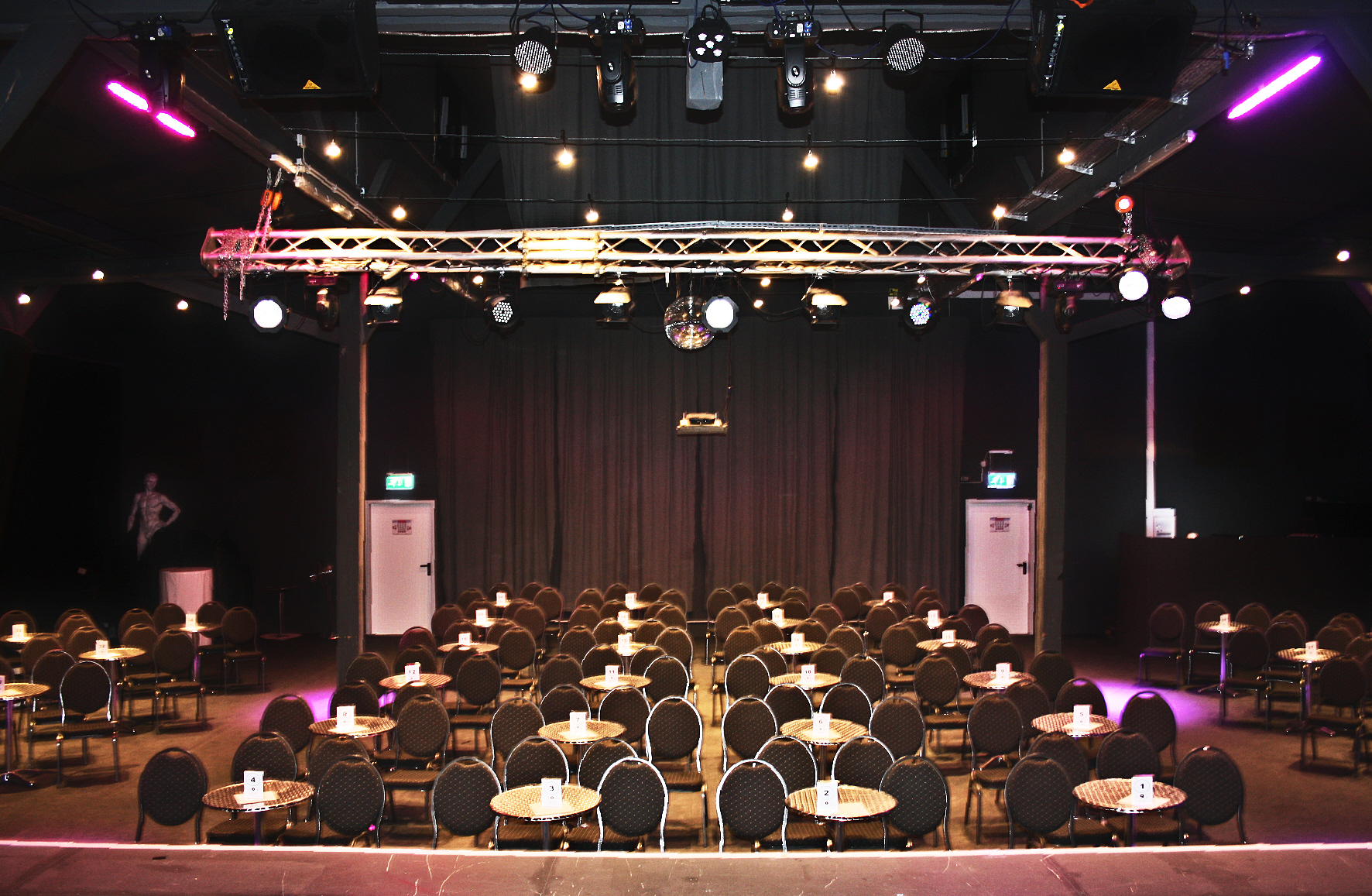
Rhein Neckar Theater, Mannheim

### Bibliotheken (Auswahl)
- Bibliothek und Medienzentrale der Evangelischen Kirche der Pfalz
- Diözesanbibliothek Speyer
- Historische Bibliothek des Gymnasiums am Kaiserdom Speyer
- Hochschulbibliothek Ludwigshafen am Rhein
- Pfälzische Landesbibliothek Speyer

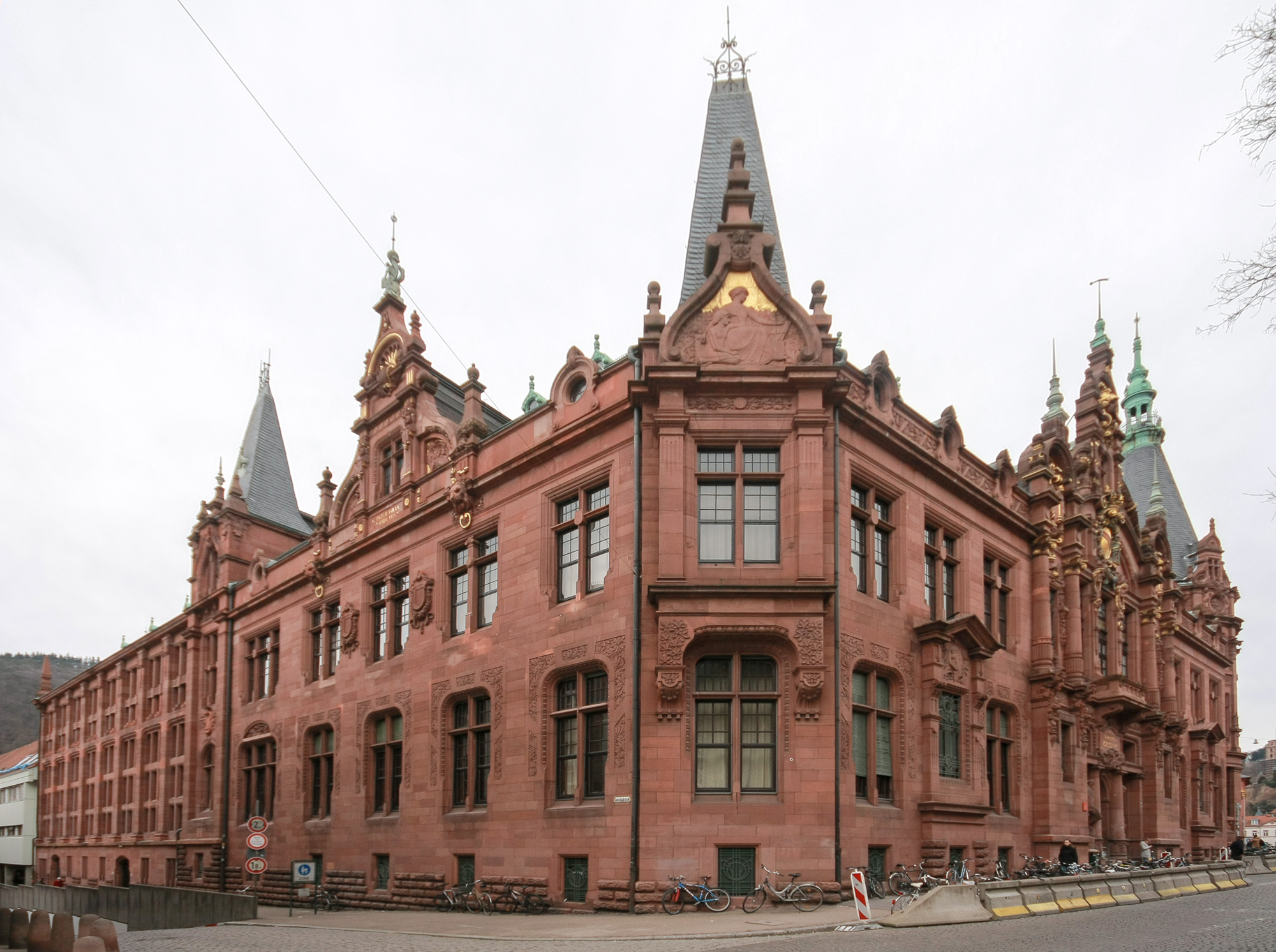
Stadtbücherei Heidelberg
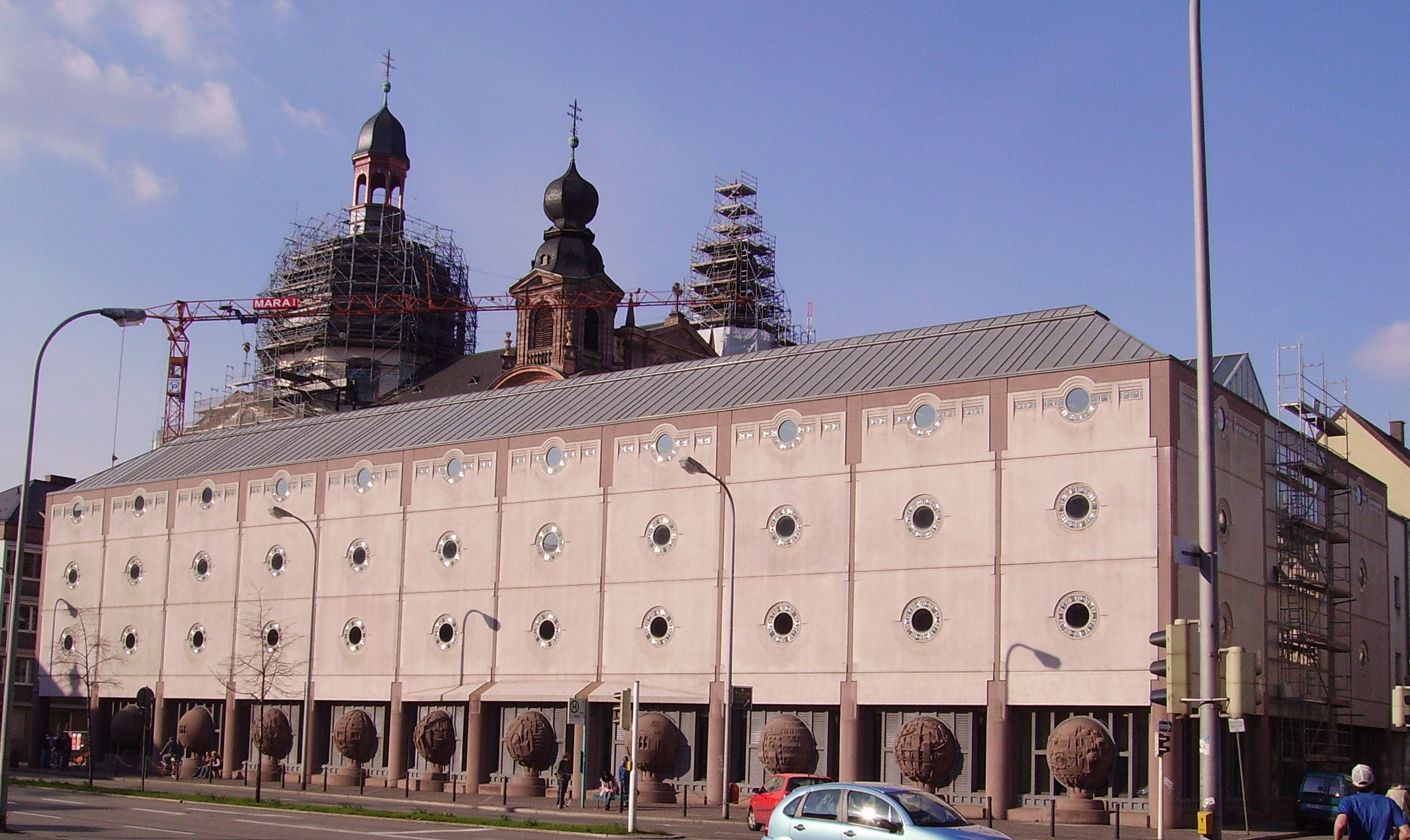
Stadtbibliothek Mannheim
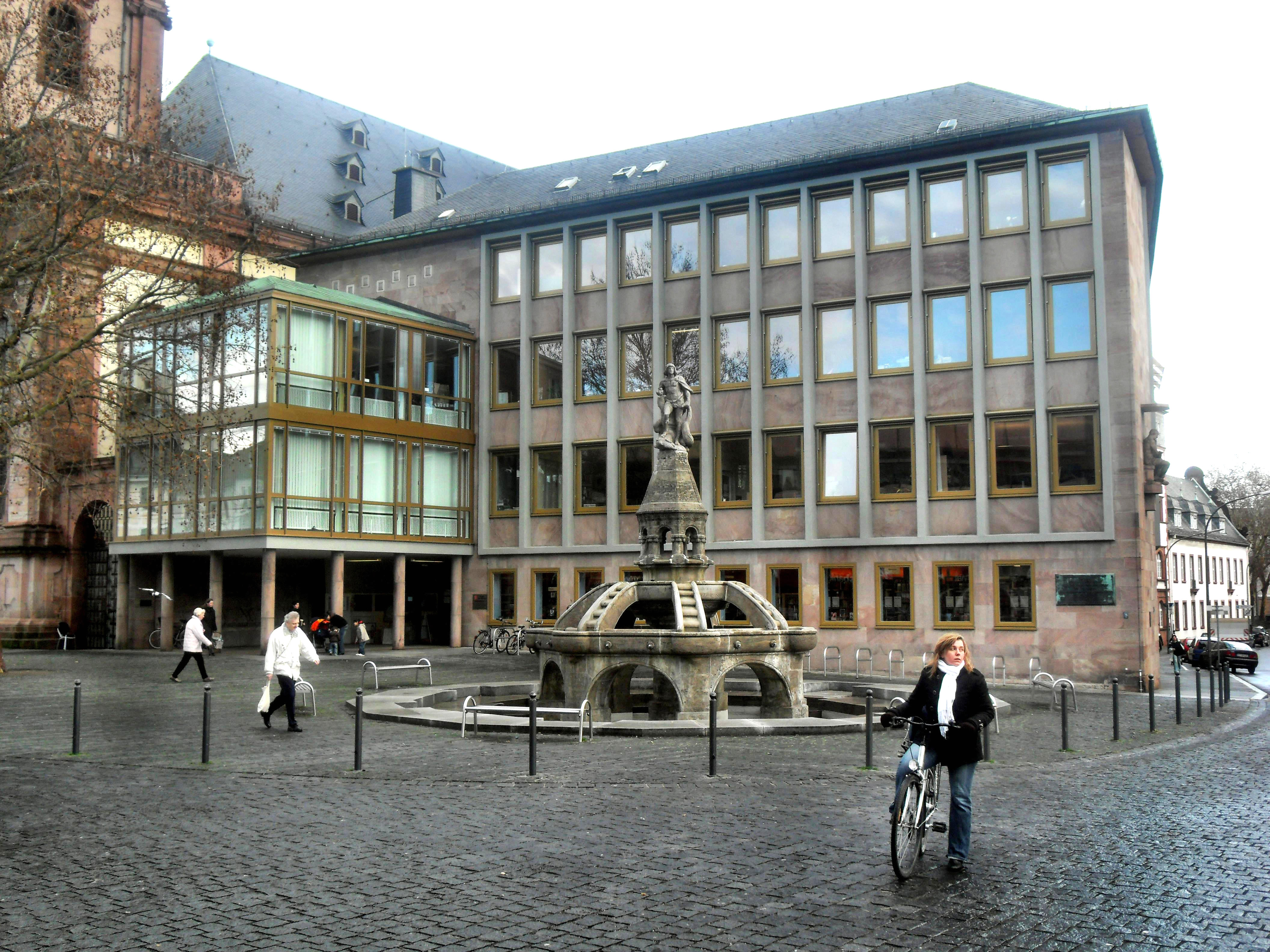
Stadtbibliothek Worms
- Universitätsbibliothek Heidelberg
- Universitätsbibliothek Mannheim

- Universitätsbibliothek Heidelberg
- Universitätsbibliothek Mannheim
- Stadtbibliothek Worms

### Kulturelle Veranstaltungen & Festivals
Unter dem Titel der Festivalregion Rhein-Neckar prämiert die Metropolregion jährlich die 15 Top-Festivals der Region von internationalem Renommee.
Zu diesen zählen in diesem Jahr:
- Schwetzinger SWR Festspiele
- Heidelberger Theatertage
- Heidelberger Literaturtage
- Heidelberger Frühling
- Heidelberger Stückemarkt
- Festival des deutschen Films
- Mannheimer Mozartsommer
- Heidelberger Schlossfestspiele
- Nibelungen-Festspiele
- Internationale Schillertage
- Internationales Straßentheaterfestival Ludwigshafen
- Lesen.Hören
- Fotofestival Mannheim Ludwigshafen Heidelberg
- Enjoy Jazz, internationales Festival für Jazz und Anderes
- Internationales Filmfestival Mannheim-Heidelberg
- Festspiele Ludwigshafen

### Touristische Straßen
- Badische Spargelstraße
- Bergstraße
- Bertha Benz Memorial Route
- Burgenstraße
- Deutsche Fachwerkstraße
- Deutsche Weinstraße
- Nibelungenstraße
- Siegfriedstraße
- Straße der Demokratie

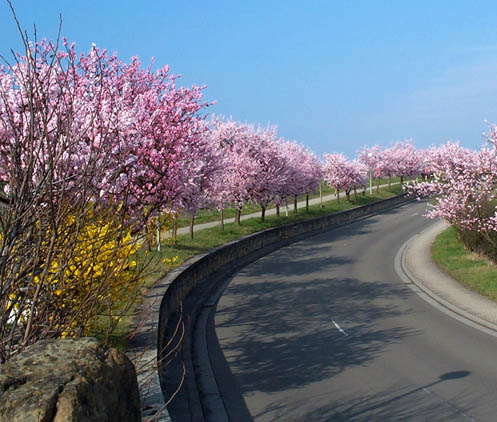
Mandelblüte an der Deutschen Weinstraße
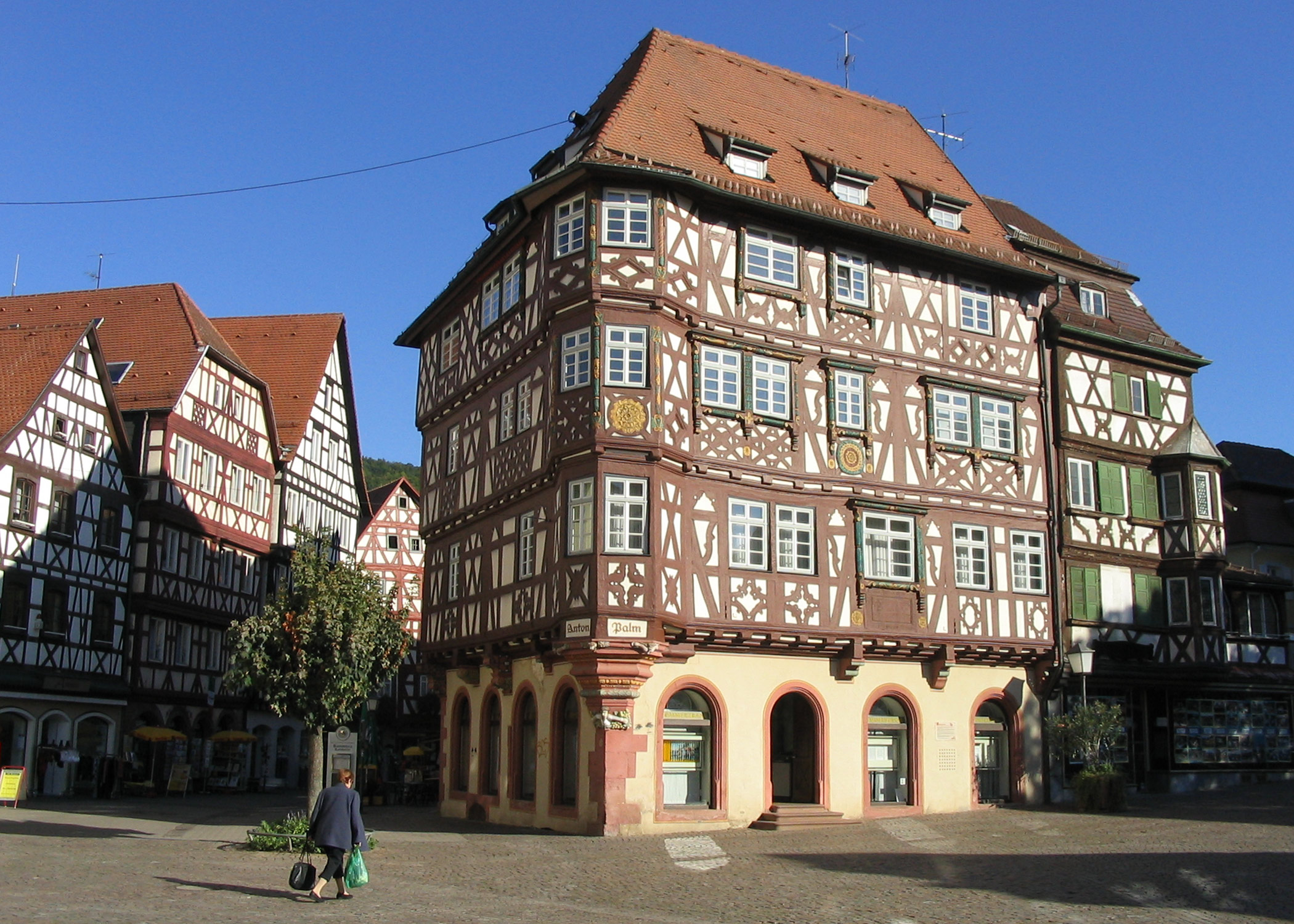
Mosbach, Startpunkt der südlichsten Teilstrecke der Deutschen Fachwerkstraße
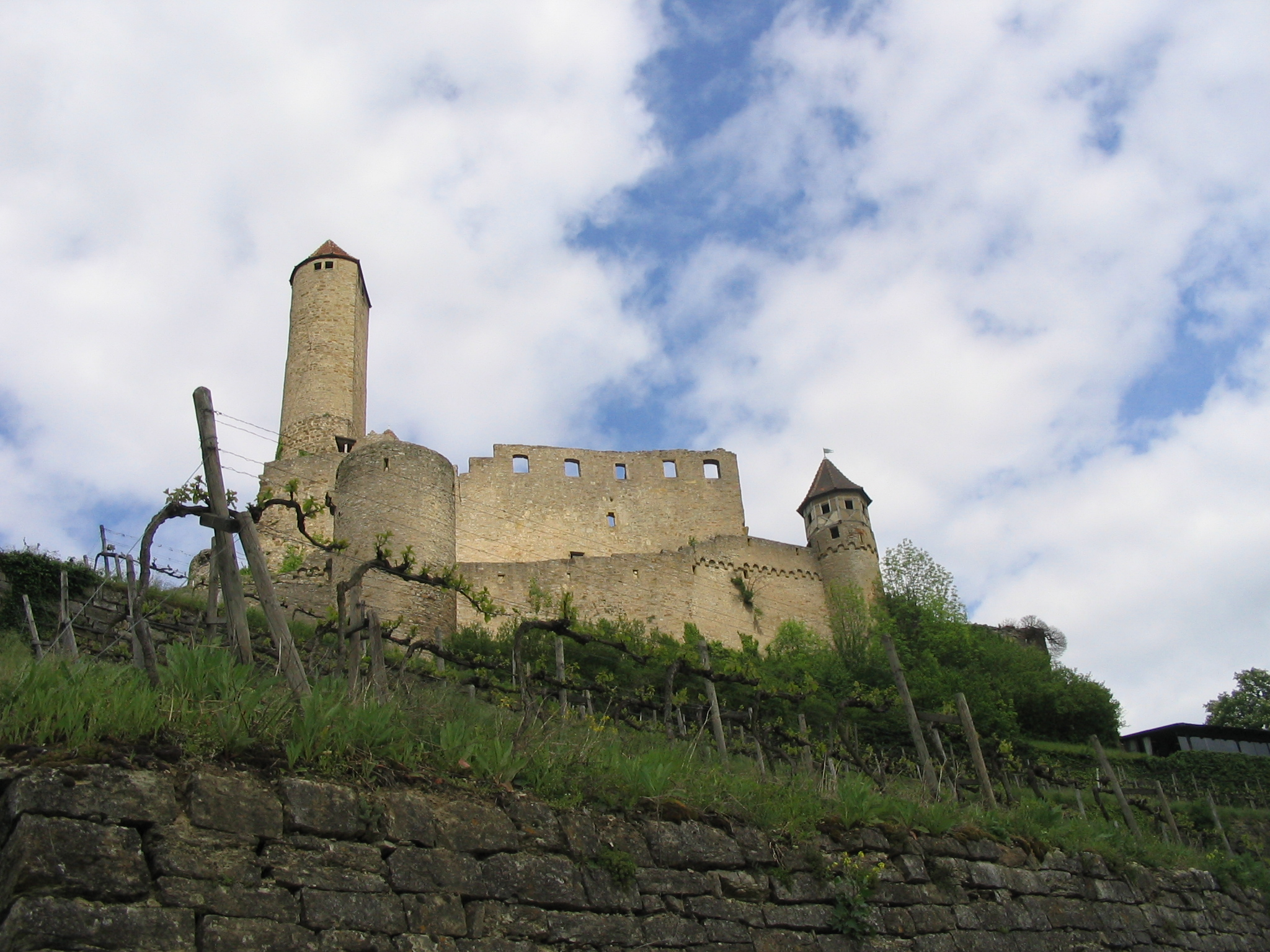
Burg Hornberg an der Burgenstraße
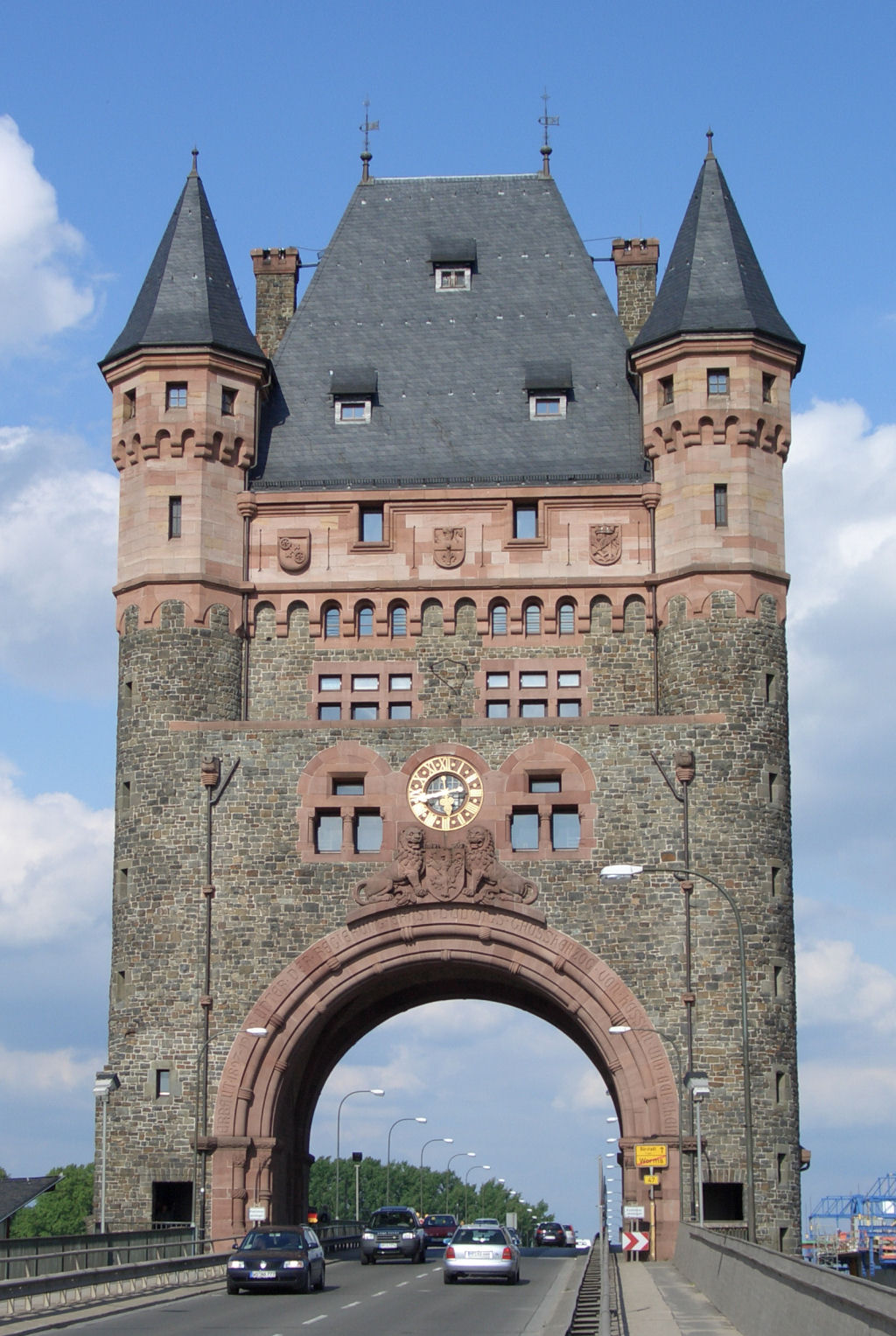
Nibelungenbrücke Worms
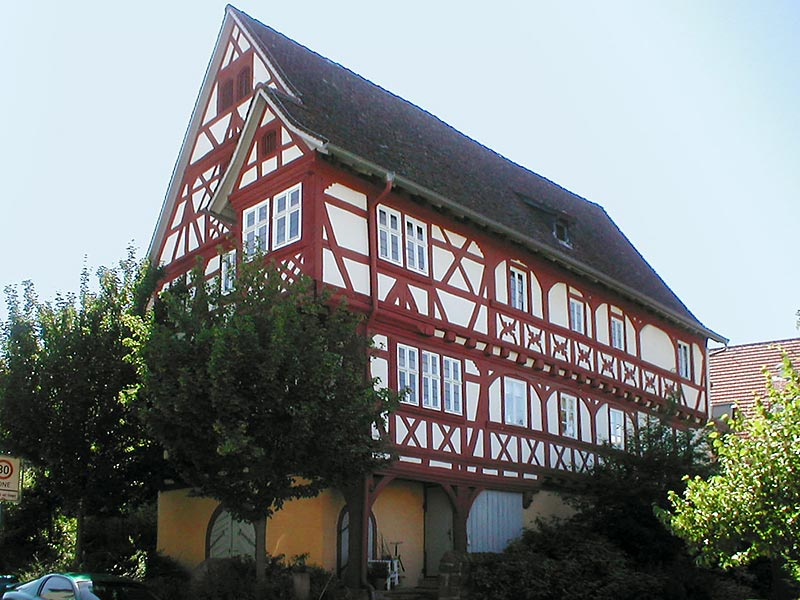
Fachwerkhaus in Reilsheim (Gemeinde Bammental) von 1593